# Vụ án Hồ Duy Hải
Vụ án Hồ Duy Hải là một vụ án hình sự ở Việt Nam xảy ra vào tối ngày 13 tháng 1 năm 2008 tại Bưu Điện Cầu Voi, ấp 5, xã Nhị Thành, huyện Thủ Thừa, tỉnh Long An. Trong đó, hai nữ nhân viên bưu điện tên là Nguyễn Thị Ánh Hồng (sinh năm 1985) và Nguyễn Thị Thu Vân (sinh năm 1987) bị giết bằng cách cắt cổ. Ngày 21 tháng 3 năm 2008, nghi phạm Hồ Duy Hải sinh năm 1985 bị bắt. Qua hai lần xét xử sơ thẩm (năm 2008 tại Tòa án nhân dân tỉnh Long An) và phúc thẩm (năm 2009 tại Tòa Phúc thẩm Tòa án nhân dân tối cao tại Thành phố Hồ Chí Minh), Hồ Duy Hải bị kết án tử hình về tội giết người, 5 năm tù về tội cướp tài sản, tổng hợp hình phạt là tử hình. Tuy nhiên, gia đình Hồ Duy Hải liên tục kêu oan. Năm 2011, Viện trưởng Viện kiểm sát nhân dân tối cao Nguyễn Hòa Bình quyết định không kháng nghị vụ án. Năm 2012, Chủ tịch nước Trương Tấn Sang bác đơn xin ân xá của Hồ Duy Hải. Sau đó, trước phản đối của dư luận trong nước và quốc tế cũng như Quốc hội Việt Nam, năm 2014, Chủ tịch nước Trương Tấn Sang ra lệnh tạm dừng thi hành án tử hình đối với Hồ Duy Hải, việc chưa từng có tiền lệ trong lịch sử Tòa án nhân dân tối cao.
Ngày 22 tháng 11 năm 2019, Viện trưởng Viện kiểm sát nhân dân tối cao Việt Nam Lê Minh Trí kháng nghị giám đốc thẩm vụ án, sau khi nhận được đề nghị xem xét giải quyết bảo đảm đúng pháp luật vụ án từ Chủ tịch nước Nguyễn Phú Trọng vào tháng 7 năm 2019.
Ngày 8 tháng 5 năm 2020, sau 3 ngày xét xử giám đốc thẩm vụ án, Hội đồng Thẩm phán Tòa án nhân dân tối cao thông qua bỏ phiếu công khai, quyết định không chấp nhận kháng nghị của Viện kiểm sát nhân dân tối cao và giữ nguyên bản án sơ thẩm.
Đây là một vụ án có những vi phạm pháp luật nghiêm trọng trong việc điều tra, giải quyết vụ án như: Tiêu hủy vật chứng, thay đổi vật chứng, bỏ sót các chứng cứ pháp y như vân tay, vết máu tại hiện trường; ép cung, rút bỏ hồ sơ chứng cứ có lợi cho bị cáo, bỏ qua một số bản khai cung không nhận tội của bị cáo. Tuy nhiên Tòa án nhân dân tối cao nhận định những vi phạm pháp luật này không làm thay đổi bản chất của vụ án nên không cần thiết phải hủy các bản án sơ thẩm, phúc thẩm để điều tra lại theo kháng nghị của Viện trưởng Viện Kiểm sát nhân dân tối cao.

## Nạn nhân
1. Nguyễn Thị Ánh Hồng, sinh năm 1985 (23 tuổi), nữ nhân viên Bưu điện Cầu Voi, ngụ ở khu phố Nhơn Cầu, phường Tân Khánh, ngoại ô thành phố Tân An, tỉnh Long An. Hồng là con trưởng trong gia đình nghèo đông con (4 con), một người em bị liệt từ nhỏ. Hồng được đánh giá là người con hiếu thảo với cha mẹ. Hồng học hết lớp 12, muốn thi đại học, nhưng nhà nghèo, cha bệnh nặng nên đành phải đi làm công nhân một thời gian trước khi xin vào làm ở Bưu cục Cầu Voi. Hồng là nhân viên hợp đồng Bưu cục Cầu Voi được khoảng hơn một năm thì xảy ra vụ án mạng. Lương tháng của Hồng khoảng hơn một triệu đồng. Hồng dành dụm tiền tiết kiệm gửi về cho cha mẹ xây nhà.
2. Nguyễn Thị Thu Vân, sinh năm 1987 (21 tuổi), nữ nhân viên Bưu điện Cầu Voi, trú tại khu phố Nhơn Cầu, phường Tân Khánh, thành phố Tân An, tỉnh Long An.
Nguyễn Thị Ánh Hồng và Nguyễn Thị Thu Vân là chị em họ của nhau, con chú con bác, nhà ở cạnh nhau (cách 50m), chơi chung với nhau từ nhỏ. Nhà Hồng và Vân không xa bưu cục nhưng hai người ở trọ lại bưu cục chứ không về nhà. Trụ sở Bưu điện Cầu Voi là một căn nhà hai tầng ven Quốc lộ 1 được bưu điện thuê của một người dân.

## Nghi phạm
Tại thời điểm xảy ra vụ án, nạn nhân Nguyễn Thị Ánh Hồng đang có mối quan hệ tình cảm với ba người đàn ông: Nguyễn Mi Sol (người yêu cũ), Nguyễn Văn Nghị (người yêu mới) và một kĩ sư tên Trung (bạn mới quen). Trần Văn Chiến và Nguyễn Tuấn Anh đang theo đuổi Hồng.
Nguyễn Mi Sol
Nguyễn Mi Sol (có báo ghi Nguyễn Misol, Nguyễn Văn Sool, Trần Văn Sol, Nguyễn Huy Sol hay Nguyễn Văn Sơn), sinh năm 1980, là người yêu cũ của Nguyễn Thị Ánh Hồng. Nguyễn Mi Sol ngụ tại huyện Trà Ôn, tỉnh Vĩnh Long, làm nghề thợ bạc, từng làm việc tại tiệm vàng Kim Long gần khu vực Bưu điện Cầu Voi.
Hồng và Nguyễn Mi Sol yêu nhau và từng dự định kết hôn nhưng bị hai gia đình ngăn cản. Nguyễn Mi Sol sống như vợ chồng với Hồng, Hồng đeo nhẫn cưới của Nguyễn Mi Sol tặng. Nguyễn Mi Sol thời điểm trước khi vụ án xảy ra đã không còn làm việc ở tiệm vàng Kim Long mà làm việc ở Thành phố Hồ Chí Minh, cuối tuần thường về thăm chủ cũ và Hồng. Mỗi lần về thăm Hồng, Mi Sol đều ngủ lại với Hồng ngay tại Bưu điện Cầu Voi. Tại biên bản ghi lời khai ngày 21/6/2008 (BL 209, 210) Mi Sol khai: "... 3/2007 tôi bỏ đi lên TP. HCM làm thuê cho anh Đệ tại địa chỉ 240/4 Nguyễn Văn Luông, phường 11, quận 6 cho đến nay. Sau khi lên TP. HCM thì tôi cũng thường xuyên về bưu điện sống chung như vợ chồng với Hồng. Trung bình cứ một tuần lễ thì về một ngày. Thời gian gần nhất trước khi Hồng, Vân bị giết, [tôi] về bưu điện vào ngày thứ Tư 9/1 đến sáng thứ Năm 10/1 tôi mới đi TP. HCM làm tiếp".
Nguyễn Mi Sol có bạn là Nguyễn Văn Nghị, người sau này trở thành người yêu mới của Hồng. Theo một nhân chứng, tối hôm xảy ra vụ án, Sol cũng về Cầu Voi nhưng không vào bưu điện thăm Hồng vì biết có Nghị ở đó. Sau khi vụ án xảy ra khoảng một năm, Nguyễn Mi Sol đã rời khỏi nơi tạm trú ở xã Nhị Thành, huyện Thủ Thừa, tỉnh Long An.
Ngày 15 tháng 5 năm 2020, Đại tá Phạm Thanh Tâm, Phó Giám đốc Công an tỉnh Long An cho phóng viên báo Giao thông biết rằng nghi phạm này sinh năm 1984 ngụ tại ấp Vĩnh Tiến (nay là ấp Vĩnh Hựu), xã Hựu Thành, huyện Trà Ôn, tỉnh Vĩnh Long.
Nguyễn Văn Nghị
Nguyễn Văn Nghị, sinh năm 1979 hay 1978, quê quán (có báo nói cư trú) tại xã Tân Hội, huyện Cai Lậy, tỉnh Tiền Giang (nay là xã Tân Hội, thị xã Cai Lậy, tỉnh Tiền Giang). Theo một số tin đồn trên truyền thông mạng, Nguyễn Văn Nghị là cháu của cựu Phó Chủ tịch nước Trương Mỹ Hoa. Quê quán của Nghị trùng khớp với lời khai của nhân chứng Nguyễn Thị Phượng, người bán trái cây ở chợ Cầu Voi, chị nghe thấy nạn nhân Vân nói rằng tiền do bạn trai của Hồng quê ở Tiền Giang đưa cho.
Nghị là bạn của Nguyễn Mi Sol, tạm trú dài hạn tại xã Nhị Thành, huyện Thủ Thừa, tỉnh Long An để làm việc tại tiệm vàng Kim Long. Nghị tình cờ gặp Nguyễn Thị Ánh Hồng và trở thành người yêu mới của Hồng. Nguyễn Thị Ánh Hồng sau khi yêu Nguyễn Văn Nghị vẫn qua lại với Nguyễn Mi Sol nên mối quan hệ giữa Nghị và Nguyễn Mi Sol bị sứt mẻ, Nghị và Mi Sol thường xuyên cãi vã. Nguyễn Văn Nghị từng nhiều lần yêu cầu Hồng chấm dứt quan hệ với Nguyễn Mi Sol. Theo lời khai của Nguyễn Mi Sol, Nguyễn Tuấn Anh và Trần Văn Chiến thì Nguyễn Văn Nghị nghiện ma túy.
Vào đêm xảy ra vụ án, người dân địa phương thấy Nghị đi xe máy đến Bưu điện Cầu Voi gặp Hồng và Vân. Có người thấy Nghị mặc quần jean khoác bên ngoài chiếc áo gió. Tuy nhiên, từ 20h10' đêm đó, Nghị uống cà phê với bạn tại một quán cà phê khu vực Cầu Voi và được chủ quán cà phê xác nhận thời gian. Theo báo Người lao động ngày 17 tháng 1 năm 2008, Nguyễn Văn Nghị khai khi vào bưu điện đã thấy "tình địch" (Nghị biết mặt nhưng không rõ tên, đó là kĩ sư Trung) ngồi bên Hồng từ lâu. Sau khi chạm trán "tình địch", Nghị bỏ ra ngoài và không quay trở lại Bưu điện Cầu Voi cho đến sáng hôm sau. Sau khi hay tin Hồng và Vân bị giết, Nghị đến nhà nạn nhân Hồng ở khu phố Nhơn Cầu, phường Tân Khánh, thị xã Tân An (Long An) để phụ giúp gia đình lo hậu sự. Tại đây, Nghị đã bị áp giải về cơ quan điều tra để lấy lời khai.
Theo báo Công an nhân dân đăng ngày 16 tháng 1 năm 2008 thì Nguyễn Văn Nghị là nghi can chính của vụ án và động cơ gây án là do ghen tuông. Sau khi vụ án xảy ra khoảng một năm, Nguyễn Văn Nghị đã rời khỏi nơi tạm trú ở xã Nhị Thành, huyện Thủ Thừa, tỉnh Long An. Sau tổng hợp những lời khai không có tình tiết gì mới, hồ sơ của Nguyễn Văn Nghị được rút đưa vào hồ sơ AK của Bộ Công an, đây là tài liệu mật.
Ngày 13 tháng 5 năm 2020, phóng viên báo Dân Việt về kiểm tra dữ liệu nhân khẩu xã Tân Hội, thị xã Cai Lậy, tỉnh Tiền Giang với gần 4.000 hộ dân, nhưng không thấy có ai tên là Nguyễn Văn Nghị. Công an xã Tân Hội cho biết không có nghi can nào tên Nguyễn Văn Nghị sống tại địa phương. Ngày 15 tháng 5 năm 2020, Đại tá Phạm Thanh Tâm, Phó Giám đốc Công an tỉnh Long An cho phóng viên báo Giao thông biết rằng tên nghi phạm không phải là Nguyễn Văn Nghị mà là Nguyễn Hữu Nghị, sinh năm 1985, hiện đang sinh sống tại ấp Hòa Ngãi, xã An Vĩnh Ngãi, thành phố Tân An, tỉnh Long An và hành nghề dịch vụ du lịch, bán bảo hiểm xe. Nguyễn Hữu Nghị có mối quan hệ tình cảm với nạn nhân Hồng nên cơ quan điều tra đã triệu tập làm việc vào ngày 14/1/2008 và ngày 5/3/2008. Nhưng Nguyễn Hữu Nghị có bằng chứng ngoại phạm vì vào khoảng 19h30 đến 21h ngày 13/1/2008, Nghị ở tại nhà cùng uống cà phê và đánh bài với 2 người hàng xóm.
Nguyễn Tuấn Anh
Nguyễn Tuấn Anh, sinh năm 1981, thợ bạc tiệm vàng Kim Long gần khu vực Bưu điện Cầu Voi, ngụ tại huyện Trà Ôn, tỉnh Vĩnh Long. Nguyễn Tuấn Anh đang theo đuổi Hồng nhưng chưa được Hồng chấp nhận. Vào đêm xảy ra án mạng, Nguyễn Tuấn Anh có mặt tại Bưu cục Cầu Voi và có nói chuyện với Hồng.
Trần Văn Chiến
Trần Văn Chiến (hay Trần Văn Chà), sinh năm 1980, là thợ bạc tiệm vàng Kim Long gần khu vực Bưu điện Cầu Voi, ngụ tại huyện Trà Ôn, tỉnh Vĩnh Long. Trần Văn Chiến đang theo đuổi Hồng nhưng chưa được Hồng chấp nhận. Tối hôm xảy ra án mạng, Trần Văn Chiến có mặt tại bưu điện Cầu Voi và có nói chuyện với Hồng.
Ba thanh niên Vĩnh Long là Nguyễn Văn Sơn (1980), Nguyễn Tuấn Anh (1981) và Trần Văn Chiến (1980) cùng là thợ bạc đến làm thuê cho tiệm vàng Kim Long, tạm trú tại xã Nhị Thành. Cả ba đều có mối quan hệ quen biết với cả hai nạn nhân, đều đang theo đuổi Hồng nhưng chưa ai được cô gái chấp nhận. Tối xảy ra vụ án, cả ba đều đến chơi và trò chuyện với Hồng, rồi cùng đi về vào lúc hơn 19h. Để chứng minh ngoại phạm, cả ba cho biết lúc về đến nhà trọ có tổ chức uống rượu với mấy người cùng khu trọ, có bà chủ nhà trọ và một số người cùng tham gia sòng nhậu làm chứng.
Kĩ sư tên Trung
Kĩ sư tên Trung, bạn mới quen của Nguyễn Thị Ánh Hồng, kĩ sư xây dựng, quê quán tại tỉnh Bình Dương, đang thi công công trình tại tỉnh Long An (thông tin theo lời khai của Nguyễn Văn Nghị và Nguyễn Mi Sol).
Nguyễn Văn Nghị khai khi tới Bưu điện Cầu Voi đêm xảy ra án mạng đã thấy tình địch ngồi nói chuyện với Hồng từ lâu, Nguyễn Văn Nghị biết mặt nhưng không biết tên người này. Nguyễn Mi Sol căn cứ miêu tả của Nghị cho biết người đó là Trung. Mi Sol cũng đã nhiều lần gặp người này và được Hồng giới thiệu là bạn mới.
Theo lời khai của bốn nghi can (Nguyễn Văn Nghị, Trần Văn Chiến, Nguyễn Tuấn Anh và Nguyễn Mi Sol) thì đặc điểm của Trung như sau: cao to, nước da sáng, tóc xoăn, mặc quần jeans và áo khoác rộng.
Cũng có nguồn tin cho hay Trung là một tài xế, quê ở huyện Chợ Gạo (Tiền Giang), quen Hồng trong thời gian gần thời điểm xảy ra vụ án.
Hồ Duy Hải
Hồ Duy Hải sinh ngày 6 tháng 7 năm 1985, con trai của ông Hồ Sỹ Trung và bà Nguyễn Thị Loan, hộ khẩu thường trú tại số 129/39 đường Nguyễn Trãi, Phường 2, Quận 5, TP. Hồ Chí Minh, chỗ ở (tạm trú) tại ấp 1, xã Nhị Thành, huyện Thủ Thừa, tỉnh Long An.
Bà Nguyễn Thị Loan sinh năm 1963, trú tại ấp 1, xã Nhị Thành, huyện Thủ Thừa, tỉnh Long An. Bà Loan có 5 chị em gái và một người anh trai, trong đó có chị ruột Nguyễn Thị Rưởi (sinh năm 1957) và em ruột Nguyễn Thị Len (sinh năm 1967, đảng viên Đảng Cộng sản Việt Nam, giáo viên Trường mẫu giáo Nhị Thành, huyện Thủ Thừa, Long An). Bà Nguyễn Thị Loan đi lao động ở Đài Loan từ năm 2004 đến năm 2007, lương mỗi tháng 15 triệu đồng, bà gửi về cho con 10 triệu đồng.
Hồ Duy Hải có em gái ruột tên là Hồ Thị Thu Thủy, sinh năm 1991. Cha mẹ Hồ Duy Hải chia tay nhau từ khi hai anh em Hải còn nhỏ. Hai anh em Hải được mẹ và dì Nguyễn Thị Rưởi nuôi dưỡng.
Hồ Duy Hải đã tốt nghiệp ngành điện lạnh Trường trung cấp Kĩ thuật công nghệ Hùng Vương (có báo nói Đại học Hùng Vương), Thành phố Hồ Chí Minh, chưa có việc làm. Hồ Duy Hải sống cùng mẹ tại ấp 1, xã Nhị Thành, huyện Thủ Thừa, tỉnh Long An.
Nhà Hồ Duy Hải cách Bưu điện Cầu Voi khoảng 2 km. Theo bản án hình sự phúc thẩm thì tháng 10 năm 2007, Hải quen biết với Vân, sau đó thông qua Vân quen biết với Hồng.
Theo cơ quan điều tra Công an tỉnh Long An thì Hồ Duy Hải trước thời điểm gây án đang nợ 15 triệu đồng tiền ghi đề, cá cược bóng đá tại nơi cư trú, động cơ gây án là giết người để cướp tài sản.
Trong quyết định bắt giữ, người bị bắt giữ có tên Nguyễn Duy Hải chứ không phải Hồ Duy Hải.

## Nhân chứng

### Danh sách nhân chứng
1. Phùng Phụng Hiếu, nam, sinh 1978, nhân chứng đầu tiên phát hiện vụ án, nhân viên bưu điện huyện Thủ Thừa, tỉnh Long An.[5][52]
2. Lê Thị Thu Hiếu, nữ, sinh 1988, nhân viên bưu điện xã Nhị Thành, bạn thân của hai nạn nhân, thường xuyên có mặt tại Bưu điện Cầu Voi, và có mặt tại bưu điện trong cả ngày 13 tháng 1 năm 2008.[10][53]
3. Đinh Vũ Thường, nam, sinh 1984, người tới Bưu điện Cầu Voi gọi điện thoại về nhà (Cà Mau) vào buổi tối xảy ra án mạng.[10][54]
4. Hồ Văn Bình, nam, sinh 1983, người tới Bưu điện Cầu Voi gửi xe vào buổi tối xảy ra án mạng.[10][54]
5. Nguyễn Thị Bích Ngân,[14] nữ, sinh 1972, người bán trái cây ở Cầu Voi.[20][55]
6. Nguyễn Thanh Long, nam, mất 2019, nhân viên Cây xăng Cầu Voi, chồng của người bán trái cây.
7. Nguyễn Mi Sol, nam, sinh 1984, người yêu cũ của nạn nhân Nguyễn Thị Ánh Hồng.[48]
8. Cao Hoàng Tuấn Anh,[9] nam, sinh 1983, bạn trai của nạn nhân Nguyễn Thị Thu Vân.[15]
9. Nguyễn Văn Thu, nam, sinh 1975, nhân chứng tham gia dọn dẹp hiện trường vụ án, hành nghề lái xe ôm.[53][56][57]
10. Võ Văn Hùng, nam, sinh 1959, nhân chứng tham gia dọn dẹp hiện trường vụ án.[56][57]
11. Nguyễn Văn Vàng, nam, nhân chứng tham gia dọn dẹp hiện trường vụ án.[56][57]
12. Nguyễn Tuấn Ngọc, nam, nhân chứng tham gia dọn dẹp hiện trường vụ án.[48][57]
13. Đặng Thị Phương Thảo, nữ, bạn của hai nạn nhân.[58]
14. Huỳnh Thị Kim Tuyền, nữ, sinh 1976, nhà sát Bưu điện Cầu Voi.[14]
15. Đinh Văn Còi, nam, sinh 1970, Thiếu tá Phòng Cảnh sát cơ động, Bảo vệ và Hỗ trợ Tư pháp (PC22) Công an tỉnh Long An, tối xảy ra vụ án có ghé Bưu điện Cầu Voi mua card điện thoại.[59]
16. Lê Thanh Trí, nam, sinh 1971, cùng với Đinh Văn Còi mua card điện thoại tại Bưu điện Cầu Voi.[59]

### Lời khai của các nhân chứng
Phùng Phụng Hiếu
Cơ quan điều tra chưa lấy lời khai của nhân chứng này, mặc dù Phùng Phụng Hiếu là người đầu tiên phát hiện ra vụ án.
Cao Hoàng Tuấn Anh
Theo lời khai của Cao Hoàng Tuấn Anh, bạn trai của nạn nhân Nguyễn Thị Thu Vân, thì Nguyễn Văn Nghị là người yêu của nạn nhân Nguyễn Thị Ánh Hồng: "Đối với Vân chỉ có tôi, ngoài ra tôi không biết. Đối với Hồng, tôi biết có Sol, Nghị" (biên bản lấy lời khai Cao Hoàng Tuấn Anh ngày 14 tháng 3 năm 2008, tức BL 191, 192).
Nguyễn Thị Bích Ngân
Theo một vài tờ báo phát hành ngay sau khi vụ án xảy ra thì người bán trái cây liên quan đến vụ án tên là Nguyễn Thị Phượng, đã khai là Thu Vân đi mua trái cây dùng tiền do bạn trai của Hồng đưa và người đó đến từ Tiền Giang.
Theo Quyết định Giám đốc thẩm vụ án Hồ Duy Hải thì người bán trái cây này tên là Nguyễn Thị Bích Ngân. Trong biên bản ghi lời khai ngày 14/1/2008 (Bl 260), chị Ngân khai: "Vào lúc khoảng 20h45 – 21h ngày 13/1/2008 tôi đang bán trái cây thì có một cô gái ốm, cao, mặc áo sơ mi màu trắng, tóc ngang vai đi bộ lại chỗ tôi mua trái cây. Tôi biết cô gái này làm ở Bưu điện Cầu Voi… cô gái nói với tôi là có người đưa tiền em kêu em mua nên em mua nhiều… cô gái có nói với tôi là ở nơi làm có khách".
Nguyễn Thanh Long
Tại "Biên bản về việc xác định thời gian Nguyễn Thị Thu Vân đi mua trái cây trước khi bị sát hại" do Cơ quan điều tra tiến hành ngày 16/01/2008 (BL 262) thể hiện như sau:
"Anh Long (chồng chị Ngân) cho biết: vào khoảng 20h50’ ngày 13/01/2008 anh ở tại nhà, lúc này có Vân nhân viên bưu điện Cầu Voi đến mua trái cây tại nhà anh, vợ anh là Ngân ra bán trái cây cho Vân, cùng thời điểm này anh đi đến cây xăng Cầu Voi để bán xăng thì Vân còn ở tại nhà anh. Khi anh Long đi đến cây xăng Cầu Voi thì cây xăng Cầu Voi có ghi hình ảnh do chủ doanh nghiệp xăng dầu Cầu Voi có lắp đặt camera quay toàn bộ cảnh cây xăng.
Cơ quan điều tra đã mở máy quay phim ghi hình tại Cây xăng Cầu Voi nhằm xác định thời gian anh Nguyễn Thanh Long đến cây xăng đồng thời để xác định lại thời gian Nguyễn Thị Thu Vân đến mua trái cây tại nhà anh Long. Qua kiểm tra, máy quay phim tại cây xăng Cầu Voi thì anh Long đi đến cây xăng Cầu Voi để bán xăng là lúc 21h1'14" ngày 13/01/2008. Khoảng cách từ nhà anh Long đến cây xăng Cầu Voi là khoảng 50m. Khi anh đi đến cây xăng thì Vân còn tại nhà anh".
Nguyễn Văn Thu
Nguyễn Văn Thu hành nghề lái xe ôm, và cũng là nhân chứng tham gia dọn dẹp hiện trường vụ án, có các Bút lục 265-267, khai rằng: Khoảng 21h30 - 22h đêm ngày 13 tháng 1 năm 2008 ông có chở 2 người khách đi ngang qua trước mặt Bưu điện Cầu Voi thì thấy cổng và cửa trước bưu điện đóng, và đèn vẫn sáng ở lầu 1 [tức tầng 2] bưu điện.
Lê Thị Thu Hiếu
Theo lời khai của chị Lê Thị Thu Hiếu thì "Khoảng 9h30' ngày 13/1/2008, tôi ghé Bưu cục Cầu Voi chơi với Hồng, Vân, 17 giờ thì về; nấu cơm trưa ăn, ăn xong tôi mang chén, bát, đũa, xoong nấu canh ra nhà vệ sinh rửa sạch sẽ và úp chén gọn gàng vào một cái thau để cạnh cầu thang" (BL 201, 202); "gần 17 giờ dậy rửa mặt xong ra về" (BL 197).
Lê Thị Thu Hiếu khai: "Sol thường ghé thăm Hồng vào buổi tối và đều ngủ lại. Khi Sol ở lại thì Sol và Hồng ngủ trên lầu 1".
Trao đổi với luật sư Trần Hồng Phong ngày 25/11/2011, chị Hiếu khẳng định chưa bao giờ nghe Hồng hay Vân nhắc đến Hồ Duy Hải, và chị cũng chưa gặp Hải tại bưu điện Cầu Voi nhưng nhiều lần gặp Sol và Nghị. Chị Hiếu cho biết vào ngày xảy ra vụ án, chính chị có thấy Hồng nói chuyện điện thoại di động với Sol hai lần và Hồng khẳng định chắc chắn rằng tối hôm đó Sol sẽ về. Tới lúc 17 giờ chiều, chị Hiếu không hề nghe Hồng nói Sol không về.
Trong Biên bản ghi lời khai ngày 19 tháng 1 năm 2008 (BL 197), nhân chứng Lê Thị Thu Hiếu khai rằng:
- "Hôm Chủ nhật [ngày xảy ra vụ án] lúc 17 giờ tôi thấy chị Hồng có 1 đôi bông tai, 1 sợi dây chuyền, 3 chiếc nhẫn vàng và 1 chiếc vòng cẩn hột nhỏ nhỏ".
- "Tôi xác định trên bàn không có loại bọc xốp trắng nào, tôi cũng không thấy loại xốp này bao giờ. Tôi cũng không biết loại xốp này là xốp gì cả".

Trong Biên bản BL201 lấy lời khai ngày 4 tháng 4 năm 2008, nhân chứng Lê Thị Thu Hiếu khai rằng: "Hệ thống nước sinh hoạt trong nhà vệ sinh tại bưu điện có đầy đủ nước, hoạt động bình thường".
Đinh Vũ Thường
Đinh Vũ Thường khai có tới Bưu điện Cầu Voi và gọi điện từ máy điện thoại của bưu điện này vào lúc 19 giờ 39 phút.
Đinh Vũ Thường là nhân chứng duy nhất mà lời khai dùng làm căn cứ kết tội Hồ Duy Hải. Đinh Vũ Thường và Hồ Duy Hải không quen biết nhau.
Trong bản cáo trạng viết "Nhân chứng Đinh Vũ Thường phát hiện thấy Hồ Duy Hải ngồi trong bưu điện" lúc 19 giờ 39 phút. Nhưng trong biên bản ghi lời khai ngày 31/3/2008 (Bút lục 250, 251, sau khi Hải bị bắt), Đinh Vũ Thường chỉ khai "nhìn thấy một thanh niên, và không thể nhận diện được", và "nhìn thấy chiếc xe máy Dream" nhưng không nhìn thấy biển số xe.
Năm 2011, khi làm việc với luật sư, Đinh Vũ Thường cũng khẳng định không nhìn thấy Hồ Duy Hải. Đinh Vũ Thường khai về đặc điểm của người thanh niên mà Đinh Vũ Thường thấy như sau: "mặc áo thun ngắn tay, màu xám đen hoặc xanh đen, có sọc trắng xen kẽ".
Hồ Văn Bình
Nhân chứng Hồ Văn Bình khai khi tới Bưu điện gửi xe lúc khoảng 19 giờ hơn đã thấy một thanh niên ngồi trong Bưu điện. Khoảng 19 giờ 30 anh Bình quay lại lấy xe vẫn thấy người thanh niên này. Nhân chứng cũng thấy một xe máy dựng ngoài sân.
Tại Biên bản ghi lời khai ngày 28/1/2008 (BL 256, 257) anh Hồ Văn Bình khai: "Tôi gửi xe ở Cầu Voi, lúc này trong bưu cục đã mở đèn sáng, thời gian lúc đó đã hơn 19h vì ở nhà đi đã ngoài 19h00. Tôi nhìn vào phòng khách, ngay bàn salon thấy có một thanh niên ngồi trên ghế nói chuyện với Hồng. Tôi đi qua nhà anh Mẫn, rồi quay lại mất độ 10 phút, lúc đó độ khoảng ngoài 19h30 tôi đến bưu cục lấy xe vẫn thấy Hồng và thanh niên trên còn ngồi nói chuyện".
Đặng Thị Phương Thảo
Đặng Thị Phương Thảo là bạn của hai nữ nạn nhân. Theo Biên bản ghi lời khai ngày 6 tháng 4 năm 2008, cô đã khai rằng: "Cả Hồng và Vân đều không có điện thoại riêng. Tại bưu điện có 1 điện thoại cũ hiệu Nokia thường dùng để nạp card cho khách hàng".
Huỳnh Thị Kim Tuyền
Tại "Biên bản ghi lời khai" chị Tuyền ngày 29/3/2008 (Bl 258) thì khoảng 20h30' tối 13/1/2008 chị có nghe tiếng la "ướt ướt" phát ra từ bưu cục.
Chị Huỳnh Thị Kim Tuyền khai "tôi biết là trong nhà vệ sinh có nước sinh hoạt… tôi nghĩ là không có bị cúp nước ở bên bưu cục vì bưu cục có riêng giếng nước và ngày 13/1/2008 không có cúp điện" (Bl 258, 259).
Đinh Văn Còi
Tại biên bản ghi lời khai ngày 15/1/2008 (BL 139, 140) Thiếu tá Đinh Văn Còi khai: "Sau khi ăn cháo vịt, lúc 19h30 tôi kêu Tí [tên ở nhà của Lê Thanh Trí] chở về, trên đường đi đến Bưu điện Cầu Voi tôi kêu Tí ghé vào mua card điện thoại. Khi ghé vào Bưu điện Cầu Voi lúc đó khoảng 19h40, trước khi quẹo vô tôi thấy đèn bên ngoài và bên trong còn sáng, bên ngoài trước bưu điện không có xe cộ gì cả. Tôi bước vô đứng sát quầy tôi nhìn thấy tại đây gồm có ba người, 1 nam, 2 nữ, tất cả đều ngồi ở salon phía sau quầy.
Tôi nhìn vô phía sau quầy cách chỗ tôi đứng khoảng 4m thì có bộ salon, phía bên trái bên ngoài nhìn vô có một thanh niên khoảng 28-30 tuổi, đang ngồi hướng mặt ra lộ, người hơi mập, tròn da trắng, mặt tròn, tóc hơi dợn [xoăn], mặc áo thun có cổ màu vàng nhạt ngắn tay. Tôi và Tí nạp card khoảng 5 phút. Lúc đó không có ai đến cả".
Lê Thanh Trí
Tại Biên bản ghi lời khai ngày 15/1/2008 (bút lục 141, 142) anh Lê Thanh Trí khai:
"Tôi và anh Còi ghé Cầu Ván ăn cháo, sau khi tính tiền, lúc đó khoảng 19h40 tôi chở anh Còi. Khi đến bưu điện Cầu Voi, thì anh Còi kêu tôi ghé vô nạp card điện thoại. Tôi thấy có một nữ đứng phía trong đang nạp card vào máy anh Còi, tôi mua cái card loại 100 ngàn, tôi tự cào nạp tiền vào máy. Sau khi nạp xong, lúc đó khoảng 19h50, tôi chở anh Còi đến phòng CSBV, rồi tôi chạy một mình về nhà, tôi nhìn đồng hồ là 20h10 phút...
Phía bên trong cách chỗ tôi khoảng 5m, tôi thấy người thanh niên ngồi, tôi không để ý ngồi trên ghế hay gì, tôi thấy phớt qua người thanh niên này khoảng 30-33 tuổi, tóc gọn, tròn người, mặt tròn, mặc áo thun màu vàng sậm ngắn tay, tôi không để ý cổ áo.
Ngoài sân chỉ có xe của tôi đậu chứ không có xe của ai cả. Cặp hông quầy, phía bên phải từ ngoài nhìn vào (đường vô), thì có một xe Nouvo đậu, đầu xe hướng vô bưu điện, tôi không nhớ màu xe và biển số".
Nhân viên cửa hàng điện thoại di động và tiệm nữ trang
Theo bản án, Hải đã chiếm đoạt được tài sản của 2 nạn nhân và sau đó đem đi tiêu thụ những tài sản sau:
- Về nữ trang:
  - lấy của Hồng: 1 đôi bông tai, 1 dây chuyền vàng, 1 lắc đeo tay và 2 nhẫn vàng kiểu.
  - lấy của Vân: 1 dây chuyền, 1 vòng đeo tay vàng và 1 nhẫn

Sau đó Hải đem bán tại "Cửa hàng Vàng bạc chợ An Đông được 3.500.000đ"
- Tài sản khác:
  - "điện thoại Nokia 1100, bán cho tiệm Thiện Mỹ được 200.000đ"
  - và "khoảng 40-50 sim điện thoại", sau đó "bỏ vào bọc rác phi tang gần nhà số 111/2 Trần Bình Trọng, Q5".

Theo cáo trạng, Hải bán nữ trang tại "Cửa hàng vàng bạc đá quý chợ An Đông" và cửa hàng "có làm hóa đơn nhưng Hải vứt bỏ sau đó". Nhưng chị Nguyễn Kim Chi, người giao dịch (tại BL 169, 170) khai "không thể xác định, không nhớ được" ai là người bán. Còn bà Đặng Thị Liên, chủ cửa hàng thì cho biết "khi mua chỉ viết giấy tính tiền", không có hóa đơn (BL 171, 172).
Chiếc điện thoại Nokia 1100: ban đầu Hải khai bán cho 1 thanh niên lạ mặt, sau đó khai bán cho cửa hàng ĐTDĐ không nhớ tên. Theo cáo trạng, Hải bán điện thoại cho Cửa hàng điện thoại di động Thiện Mỹ. Nhưng bà Nguyễn Thị Huệ, chủ tiệm Thiện Mỹ khai "không nhớ được người bán" (BL 178, 179).
Qua xác minh, các nhân chứng làm việc tại cửa hàng điện thoại di động, cửa hàng vàng bạc tại Quận 5, Tp HCM đều khẳng định không mua số nữ trang và điện thoại di động như lời khai phi tang tài sản cướp được của Hải.
Trang sức của các nạn nhân: Theo cáo trạng thì Hải lấy của nạn nhân Hồng "1 lắc đeo tay". Tuy nhiên có sự khác biệt về kiểu dáng trong lời khai của các nhân chứng. Theo ông Nguyễn Văn Mừng (cha của nạn nhân Hồng) và nhân chứng Lê Thị Thu Hiếu thì Hồng có "chiếc lắc gọng vàng cứng". Nhưng Nguyễn Mi Sol, tại Biên bản ghi lời khai, lại khai là Hồng có "cái lắc kiểu trái châu móc máy". Còn Hải "khai" lấy của Hồng "vòng đeo tay dạng xích".
Cáo trạng cũng đề cập Hải lấy của nạn nhân Vân "1 vòng đeo tay và 1 nhẫn". Nhưng theo ông Nguyễn Văn Hộ (cha của Vân), chị Lê Thị Thu Hiếu và Nguyễn Mi Sol thì Vân có "1 đôi bông tai và 1 sợi dây chuyền", tức không hề có vòng đeo tay.

## Lời khai của Hồ Duy Hải

### Lời khai đầu tiên
Chiều ngày 20 tháng 3 năm 2008, hơn 2 tháng sau khi xảy ra vụ án, Hồ Duy Hải đã có buổi làm việc, bản khai đầu tiên, với Cơ quan điều tra Công an tỉnh Long An, do Điều tra viên Nguyễn Văn Minh trực tiếp ghi lời khai.
Theo biên bản ghi lời khai này thì Hồ Duy Hải tình cờ gặp và làm quen Thu Vân trên chuyến xe buýt từ Tp HCM về Thủ Thừa (Long An). Sau đó Vân cho Hải số điện thoại của Bưu điện Cầu Voi, Hải thường sử dụng điện thoại di động của mình để gọi vào Bưu điện Cầu Voi đặt mua báo bóng đá để xem và cá cược bóng đá ăn tiền. Khi đến mua báo thì Hải quen biết Ánh Hồng.
Khoảng sáng ngày 13 tháng 1 năm 2008, Hải có điện thoại vào Bưu điện Cầu Voi, gặp Hồng, và hỏi "còn báo bóng đá không" thì Hồng trả lời "không còn" nên Hải không đến Bưu điện Cầu Voi mua báo.
Khoảng 18h, do cá cược bóng đá thiếu tiền nên Hải đi cầm điện thoại di động của mình tại thị trấn Thủ Thừa rồi về nhà và thanh toán tiền thua cá cược bóng đá. Sau đó Hải có đến dự một đám ma rồi đi xem bóng đá cùng với 2 người tại một quán cho đến 5h sáng ngày hôm sau, 14/1/2008. Sau đó Hải về nhà và khoảng 7h sáng thì được nghe biết về vụ án mạng xảy ra tại Bưu điện Cầu Voi.
Cũng tại biên bản này, Hải cho biết, điện thoại di động của Hải cầm khoảng 4-5 ngày thì được chuộc lại và Hải lấy sim điện thoại cho người khác.
Hải cũng khai rằng không biết nhà của Hồng và chỉ nghe Vân nói nhà ở thị xã Tân An (nay là Tp Tân An).

### Nhận tội
Trong bài báo "Vụ giết hai nhân viên Bưu điện Cầu Voi, huyện Thủ Thừa, Long An: Hung thủ giết người để lấy tiền cờ bạc" của tác giả Hoa Hạ trên báo Cần Thơ đăng ngày 24 tháng 3 năm 2008, tác giả cho biết Hồ Duy Hải khai mục đích giết Hồng là để lấy tiền, vàng ăn chơi, cờ bạc, cá độ bóng đá, và giết Vân vì Vân biết quá rõ về mình. Báo VnExpress có bài viết dẫn lại từ báo Người lao động đăng ngày 23 tháng 3 năm 2008 cũng có nội dung như vậy.
Hồ Duy Hải khai nhận đã phi tang tài sản cướp được (40-50 sim card điện thoại và dây chuyền, bông tai của các nạn nhân) ở cửa hàng điện thoại và tiệm vàng tại Q5 Tp HCM. Qua xác minh, các nhân chứng làm việc tại cửa hàng điện thoại di động, cửa hàng vàng bạc tại Quận 5, Tp HCM đều khẳng định không mua số nữ trang và điện thoại di động như lời khai của Hải.

### Không nhận tội, kêu oan
Tại phiên tòa xét xử sơ thẩm năm 2008 và phiên tòa xét xử phúc thẩm năm 2009, Hồ Duy Hải đều kêu oan.
Trong bản án sơ thẩm có ghi ở trang 5 như sau: "Tại tòa có lúc (Hải) cho rằng không phạm tội, sở dĩ khai nhận bởi vì thời gian bất minh không chứng minh được, mô tả việc phạm tội là do Nguyễn Văn Hải là Công an viên của xã Nhị Thành kể lại cái chết của Ánh Hồng và Thu Vân".
Viện kiểm sát nhân dân tối cao xác định trong bản khai đầu tiên vào ngày 20 tháng 3 năm 2008, Hồ Duy Hải không nhận tội.

## Hung khí, hiện trường gây án

### Hung khí
1. Thớt tròn bằng gỗ[70]
2. Dao Thái Lan
3. Ghế inox

Tấm thớt
Các lời khai ban đầu của Hồ Duy Hải không khai đến việc dùng thớt gây án. Những lời khai sau Hải có khai việc dùng thớt đập vào đầu nạn nhân Hồng nhưng việc mô tả thớt không thống nhất: có lúc thớt dày 10 cm, có lúc thớt dày 5 cm. Sau đó Cơ quan điều tra đã thu giữ một cái thớt mới (giống cái thớt trong ảnh hiện trường) do nhân chứng Lê Thị Thu Hiếu mua vào ngày 24/6/2008 về cho Hải nhận dạng. Cái thớt có vết máu xuất hiện trong bản ảnh hiện trường là vật chứng nhưng không được thu giữ mà đã bị tiêu hủy ngay sau khi khám nghiệm hiện trường.
Tại biên bản ghi lời khai ngày 21/6/2008 (BL 210), Mi Sol khai tại bưu điện có hai tấm thớt: "một thớt nhựa màu trắng và một thớt gỗ tròn".
Con dao
- Tại biên bản lời khai ngày 19/1/2008 nhân chứng Thu Hiếu khai: "trong bưu điện có sử dụng hai con dao. Một con dao Thái nhỏ dài khoảng 15cm, phần lưỡi cỡ 5cm. Con dao lớn thì dài khoảng 35cm, phần lưỡi kim loại trắng dài 25cm, bề ngang khoảng 5cm, thường để ngay ghế, bàn nấu ăn".[17]
- Tại biên bản ghi lời khai ngày 21/6/2008 (BL 210) Mi Sol khai ở bưu điện có hai con dao, "một con dao nhỏ dài trên 10cm. Một con dao lớn dài khoảng gần 30cm, có cán nhựa màu đen, lưỡi dao bằng inox, mũi nhọn, lưỡi dao chỗ rộng nhất 4cm, kiểu dao Thái Lan. Con dao này trong ngày thứ Tư 9/1/2008 tôi có sử dụng dùng để sửa chữa nhà vệ sinh tại bưu điện".[17]
- Theo Cáo trạng, Hải đã dùng "con dao Thái Lan dài 28cm, ngang 3cm" tại bưu điện để cắt cổ hai nạn nhân. Nhưng tại hiện trường, cơ quan chức năng không thu được con dao nào, dù khi khám nghiệm hiện trường có đầy đủ thành phần, đông người. Chiều 14/1, khi dân phòng dọn dẹp hiện trường thì phát hiện được một con dao (chỉ cách vị trí xác hai nạn nhân chưa đầy nửa mét) và con dao này đã bị đốt bỏ, không thu giữ. Ngày 15/1, Cơ quan Cảnh sát điều tra Công an tỉnh Long An quay lại tìm kiếm con dao đã đốt nhưng không tìm được, kể cả phần lưỡi dao bằng kim loại. Sau đó các dân phòng tự đi mua lại một con dao "giống" như vậy. Cơ quan điều tra đã "mặc nhiên" cho rằng đây là con dao của bưu cục và sau này cho rằng chính Hải đã sử dụng con dao này để cắt cổ hai nạn nhân.[17][71]
- Tại biên bản ghi lời khai (BL 232), ông Võ Văn Hùng (dân phòng dọn dẹp hiện trường) mô tả về con dao mà dân phòng phát hiện tại hiện trường như sau: "lưỡi bằng inox trắng, lưỡi dài khoảng 20cm, lưỡi phần dưới bằng phần sóng dao, bầu xuống, lưỡi hơi nhọn, cán bằng nhựa màu đen, hơi dẹp dài khoảng 10cm". "Con dao rất sạch, còn rất mới vì phần lưỡi dao vẫn còn dấu sọc sọc như chưa được mài". Các ông Nguyễn Văn Thu, Nguyễn Văn Vàng (đều là dân phòng dọn dẹp hiện trường) (BL 226, 242, 243) cũng đều khai: "lưỡi bén dao còn mới", "dao rất sạch giống như vừa mới được để vào chứ không phải là đã để từ lâu. Lưỡi dao rất bén".[17]

Cái ghế
Tài liệu chứng cứ trong hồ sơ vụ án thể hiện chưa đủ cơ sở khẳng định cái ghế là vật chứng. Hơn hai tháng sau khi vụ án xảy ra, ngày 25 tháng 3 năm 2008 cơ quan điều tra mới tiến hành thu giữ một cái ghế inox tại Bưu điện Cầu Voi. Ngày 10/7/2008 cơ quan điều tra đã mang cái ghế này để tiến hành cho Hải nhận dạng; tại phiên Tòa sơ thẩm Chủ tọa còn yêu cầu đưa ghế cho bị cáo Hải xác nhận và Hải thừa nhận đúng là hung khí bị cáo đã dùng để đập vào đầu Vân.
Tại biên bản ghi lời khai ngày 28/1/2008 (BL 226), ông Nguyễn Văn Thu (dân phòng, dọn dẹp hiện trường) khai: Lúc 15h ngày 14/1/2008, "khi dọn dẹp hiện trường tôi phát hiện một cái ghế inox xếp màu xanh được xếp lại dựng dựa vào tường phía bên phải nhìn vào cuối hàng ghế nhựa. Sau đó ai mang ra ngoài thì tôi không biết". Còn tại biên bản ghi lời khai ngày 28/1/2008 (BL 242), ông Nguyễn Văn Vàng (dân phòng, dọn dẹp hiện trường) khai: "Trong ngày 14/1/2008 tôi thấy một cái ghế xếp có khung và chân bằng inox nệm màu xanh, ghế đã được xếp lại dựng ở vách phòng máy phát điện ở phía sau bưu cục".
Nhưng cái ghế thu giữ ngày 25/3 không phải là cái ghế mô tả trong Biên bản khám nghiệm hiện trường ngày 14/1, cụ thể cái ghế inox Hòa Phát thu giữ ngày 25/3 (theo BL 328) có mã số HPM2-44705, khác với mã số của cái ghế trong bản ảnh hiện trường HPM2-447052 và khác với mã số ghi nhận trong biên bản khám nghiệm hiện trường HPN2-447052; và khác nhau về chiều cao.

### Hiện trường
Bưu điện Cầu Voi thuộc ấp 5, xã Nhị Thành, huyện Thủ Thừa, tỉnh Long An. Trụ sở cạnh Quốc lộ 1, phía trước là khu vực giao dịch kinh doanh, phía trong là phòng tiếp khách (có bộ salon để ngồi) đến phòng ngủ của 2 nạn nhân rồi phòng cầu thang lên lầu 1, dưới chân cầu thang là khu vực bếp nấu ăn. Phía sau bên ngoài là nhà vệ sinh.
- Khu vực giao dịch, kinh doanh phía trước có kích thước 8,2m x 5,2m. Chính giữa có 2 lớp cửa. Cửa ngoài là loại cửa cuốn bằng sắt kích thước 2,65m x 2,65m, trong tình trạng khép xuống mặt gạch không khóa. Cửa trong là loại cửa lùa bằng nhôm không khóa. Khu vực giao dịch có kê bàn để làm việc và kệ sách. Chính giữa có kệ để giao dịch, bán Sim, card. Phía tường bên trái từ ngoài nhìn vào có 3 buồng điện thoại. Đồ đạc khu vực này còn nguyên vẹn không xáo trộn, ở gần kệ sách có một xe môtô Wave.
- Khu vực tiếp khách có kích thước 4,6m x 5,6m, có một bàn gỗ mặt kính, kích thước 1m x 0,5m x 0,5m. Trên mặt bàn có 2 bịch trái cây, 1 ly uống nước bằng thủy tinh, 1 miếng mút xốp màu trắng, dưới chân bàn có 1 đôi dép bằng nhựa đã cũ, cách 1m về phía cửa (phía trước bộ ghế salon) có 1 đôi dép nữ bằng xốp màu trắng. Bộ ghế salon bọc da màu xanh lam, ghế lớn (ghế dài) quay ra cửa phía trước, trên đầu ghế bên phải từ ngoài nhìn vào có một con gấu nhồi bông, bên cạnh là 1 chiếc ghế xoay văn phòng và đầu ghế salon bên kia có cuốn tạp chí "Đất Mũi cuối tuần" số 367 ngày 11/10/2007, sát tường phía bên trái (từ ngoài nhìn vào) kê 2 chiếc ghế salon đơn kích thước 0,75m x 0,75m x 0,4m, ở 2 bên của 2 ghế này có 2 két sắt, một cái ở phía ngoài (gần cửa) đã cũ (không có dấu vết cạy) và 1 két phía trong loại điện tử hiệu "Hòa Phát" kích thước 0,4m x 0,42m x 0,60m còn gắn chùm chìa khóa trong cánh cửa tủ sắt. Phía sau bộ salon có kê ba cái tủ bằng gỗ (không có dấu cạy). Chìa khóa xe máy của nạn nhân đặt trên thành cửa sổ gần phòng ngủ, mũ bảo hiểm, áo chống nắng, nồi cơm điện đặt ở trên hàng ghế nhựa bốn cái.
- Cửa vào phòng ngủ rộng 0,55m. Phòng ngủ có một cái giường ngủ, nệm mút, tấm trải giường có hiện tượng nhăn nhúm, ở đầu giường có một số gối, mền.
- Cửa vào khu vực cầu thang (cũng là nhà bếp) là loại cửa nhôm 1 cánh kích thước 2,2m x 0,84m, còn cửa mở ra ngoài có 2 lớp cửa, cửa trong là cửa bằng sắt (loại cửa kéo) kích thước 2,2m x 1,15m, cửa ngoài cùng là cửa nhôm 2 cánh. Đây là hiện trường chính của vụ án, có kích thước 3,45m x 2,1m, là nơi phát hiện xác 2 nạn nhân. Trên nền gạch ở gần cửa ra vào khu vực nhà vệ sinh có nhiều giọt máu khô nhỏ giọt và 1 cây dũa móng tay nằm dưới thanh trượt của cánh cửa sắt (cửa kéo). Cả hai lớp cửa ra vào phía sau đều khép hờ không khóa. Đối diện chân cầu thang có một cái bảng viết bút lông (bút dạ) đặt dưới đất tựa vào tường, mặt trái bảng hướng ra phía ngoài, mặt nhẵn bóng được dán chữ đề can thông báo giá cước hướng vào bên trong.
- Khu vực nhà vệ sinh có kích thước 2,5m x 1,55m, cánh cửa bằng nhựa, mở vào trong, có kích thước 2,2m x 0,72m. Trên mặt nền nhà vệ sinh có giọt máu nhỏ giọt hình tròn đường kính 7mm. Có 1 dấu vết đường vân ở trên tay nắm vòi nước của lavabô. Dưới phần lọc rác của lavabô có nhiều sợi tóc màu đen.
Tại bản giám định pháp y ngày 17/1/2008 của Phòng giám định pháp y Bệnh viện đa khoa Long An kết luận hai nạn nhân tử vong do "vết thương hở làm đứt ngang vùng cổ phía trước gây choáng chấn thương, mất máu cấp". Nạn nhân Hồng "dạ dày có chứa thức ăn đã nhuyễn, lượng ít" và "có ít dịch nhầy trong âm đạo". Cũng chưa thể xác định ai chết trước, ai chết sau vì không nhân chứng nào trực tiếp nhìn thấy. Theo kết luận trong bản án thì nạn nhân Hồng chết trước, nạn nhân Vân chết sau nhưng thực tế hiện trường thì máu của Hồng vẫn rỉ ra, trong khi máu của Vân lại khô hơn cho thấy có sự bất hợp lý.
Trong biên bản khám nghiệm hiện trường, biên bản khám nghiệm tử thi được lập ngày 14/1/2008 và bản giám định pháp y ngày 17/1/2008 có thể hiện:
- Nạn nhân Ánh Hồng nằm ngửa bên dưới chân cầu thang, chân phải co, chân trái dang ra và đầu nạn nhân Thu Vân gối lên. Đầu quay hướng ra cửa, 2 tay dang ngang cao quá vai, bàn tay ngửa [tư thế bị đè], trên cổ tay trái có đeo 1 chiếc vòng lớn. Nạn nhân bị cắt ngang cuống họng, vết cắt hở há miệng 5 cm nằm ngang trên sụn giáp, dài 9 cm sâu đến xương cột sống cổ, đường cắt có hướng từ trái qua phải, làm đứt hầu hết các cơ quan vùng cổ. Nạn nhân mặc đồ bộ màu hồng nhạt, áo ngắn tay. Áo ngoài bị xắn ngược lên tới tận cổ, để hở toàn bộ phần bụng và lưng, áo ngực màu trắng cũng bị kéo ngược lên trên 2 bầu vú, để hở cả hai núm vú. Trên mặt đầy thương tích, có các vết cắt do vật sắc bén tạo nên, nhiều chiều (ngang, dọc, chéo...), giống như vết cắt cố ý và mang tính chất "tra tấn". Mắt trái sưng nề thâm quầng, môi, miệng bị sưng và bầm tím, môi trên bị dập. Có một số vết bầm máu làm da sậm màu ở mặt trước đùi chân phải, mặt trước cẳng chân trái. Tổn thương kèm theo: Máu tụ dưới da đầu và vùng cổ có thể dẫn đến choáng. "Trên đầu Ánh Hồng có một bộ phận bếp dầu hình trụ chụp vòng trong của bếp và một tấm thớt gỗ". Sườn bên phải chạm vào cái bếp dầu. Phía trong sát với đùi phải Hồng có một cái bàn, trên mặt bàn có để nhiều tô, chén, dĩa và thau bằng nhựa.[64]
- Cạnh đó, thi thể nạn nhân Thu Vân trong tư thế nằm ngửa, mặc áo sơ mi trắng ngắn tay, quần dài vải màu xám, đầu gối lên đùi trái của Ánh Hồng. Cổ nạn nhân có vết cắt hở há miệng 5 cm, dài 9 cm trên sụn giáp, sâu đến cột sống cổ, làm đứt hầu hết các cơ quan ở vùng cổ, hướng vết cắt từ phải sang trái. Trên đầu có nhiều dấu vết do vật cứng va chạm. Chân trái dang ra và gác lên một cái ghế xếp (nằm dưới nền nhà, ngay sát cửa ra nhà vệ sinh), khung ghế bằng inox, mặt ghế bằng nệm mút màu xanh, trên mặt nệm có dấu vết máu quệt, dấu vết đế dép và dính những hạt cơm khô, trên chân ghế bằng sắt trắng có dính máu. Chân phải hơi co lên, mũi bàn chân phải cách trụ tay vịn cầu thang 0,1m và mu bàn chân áp vào bộ phận chụp bên ngoài của bếp dầu lò xô. Dưới 2 chân có nhiều hạt cơm khô và 1 bịch cơm khô ở dưới gầm cầu thang.
- Trên sân gạch nơi 2 xác nạn nhân nằm có vũng máu đọng chưa khô hoàn toàn. Xung quanh 2 xác nạn nhân có nhiều đồ rơi vãi như dầu ăn, nước mắm, mì gói... Trên bàn bếp bên trái có ly, tô, dĩa đã sử dụng chưa rửa, bên phải có chiếc chậu nhựa màu đỏ, để bát đũa, tô thìa đã rửa sạch, trên thành chậu có cái kê nắp bếp dầu bị mắc lại, bên cạnh có một cái thước đo kéo (thước cuộn) màu đỏ, ngay sát cái bàn, phía dưới cái chậu đỏ là một cái bếp dầu (giống bếp dầu Thăng Long). Khu vực nền nhà tắm [nhà vệ sinh] và lavabo khô ráo, mở vòi nước trên lavabo không có nước chảy.[64] Ở cửa nhà vệ sinh, cơ quan điều tra thu thập được nhiều dấu vân tay và vết máu.
- "Trên mặt bàn có 1 miếng mút xốp màu trắng và vài mảnh mút xốp đã được cắt vụn trên mặt bàn và rải rác vài mảnh dưới nền nhà".
- "Trên lầu là khu vực để máy móc thiết bị, cửa còn khóa, không có dấu vết cạy cửa".[5][39][52][62]
- "trên kính (cửa vào buồng ngủ) có dấu vết đường vân", "ở mặt trong của kính trên cánh cửa (buồng vệ sinh) có một số dấu vết đường vân", "trên labo rửa có một số dấu vết đường vân". Những vết vân tay này đều đã được thu giữ.[17]

Hồng và Vân bị giết bằng hung khí, hai xác nằm cạnh nhau dưới chân cầu thang, chiếc xe Wave, phương tiện đi lại của hai nạn nhân thường ngày, vẫn dựng chỗ cũ tại phòng giao dịch, phương tiện và máy móc làm việc trong bưu điện vẫn y nguyên, không bị xáo trộn. Từ dấu máu Cơ quan Điều tra đưa ra nhận định 2 nạn nhân bị sát hại trong khoảng từ 21-22h ngày 13/1/2008.

## Cơ quan tố tụng, luật sư

### Cơ quan điều tra
1. Thượng tá Phạm Văn Tiến, Trưởng phòng Cảnh sát Điều tra tội phạm về Trật tự xã hội Công an tỉnh Long An, Phó ban chuyên án, người kí lệnh bắt khẩn cấp Hồ Duy Hải vào chiều ngày 21 tháng 3 năm 2008.[69][73] Ông Phạm Văn Tiến đã qua đời năm 2012.[74]
2. Lê Thành Trung, Điều tra viên, người khám nghiệm hiện trường vụ án và khám nghiệm tử thi vào ngày 14 tháng 1 năm 2008.[5] Tháng 5 năm 2020, ông Trung là Thượng tá, Trưởng Công an huyện Đức Hòa, tỉnh Long An.[75]
3. Nguyễn Văn Minh,[14] điều tra viên tham gia điều tra vụ án. Tháng 5 năm 2020 ông Minh là Phó trưởng phòng Quản lý hành chính về Trật tự xã hội (PC06), Công an tỉnh Long An.[75][76]
4. Nguyễn Thanh Phong, cán bộ điều tra vụ án, lập biên bản và ra quyết định tạm giam đối với Hồ Duy Hải (tháng 5 năm 2020 là Thiếu tá, Phó trưởng Công an huyện Đức Hòa, tỉnh Long An).[75]
5. Huỳnh Văn Minh, công an viên xã Nhị Thành, huyện Thủ Thừa, tỉnh Long An, tham gia bảo vệ hiện trường vụ án; đã qua đời năm 2009.[74]
6. Nguyễn Thanh Hải (trong bản án sơ thẩm 2008 ghi là Nguyễn Văn Hải[17]), công an viên xã Nhị Thành, huyện Thủ Thừa, tỉnh Long An, tham gia bảo vệ hiện trường vụ án; đã qua đời năm 2010.[74] Trong trang 5 bản án sơ thẩm 2008 có đoạn ghi rằng Hồ Duy Hải biết về tình tiết vụ án là do Nguyễn Văn Hải kể lại cái chết của Ánh Hồng và Thu Vân.[17]
7. Trong quá trình điều tra vụ án, lấy lời khai của các nhân chứng,... còn có sự tham gia của nhiều điều tra viên của Công an Long An như Trần Quang Tiến, Võ Thanh Kiệt, Nguyễn Công Đỉnh, Lê Văn Phước, Nguyễn Thành Quân, Đinh Văn Thân...

### Cơ quan công tố
- Lê Ái Dân, Kiểm sát viên VKSND tỉnh Long An, ngày 4/3/2008 được phân công thực hành quyền công tố và kiểm sát điều tra vụ án hình sự đối với Vụ án Hồ Duy Hải.
- Trần Thị Nhanh, Phó Viện trưởng VKSND tỉnh Long An, người trực tiếp tham gia quá trình điều tra và kí cáo trạng truy tố bị can Hồ Duy Hải.[11] (Khi kí Cáo trạng ngày 1/10/2008 thì bà Nhanh đã là Viện trưởng)

### Luật sư bào chữa
Trong giai đoạn điều tra vụ án, Hồ Duy Hải có hai luật sư bào chữa là Võ Thành Quyết và Nguyễn Văn Đạt.
- Luật sư Võ Thành Quyết, thuộc Đoàn Luật sư tỉnh Long An, là luật sư chỉ định.[41][48] Võ Thành Quyết nguyên là Thủ trưởng Cơ quan điều tra Công an tỉnh Long An rồi Trưởng Công an huyện Thủ Thừa (địa bàn xảy ra vụ án), nghỉ hưu năm 2004.[77] Luật sư Võ Thành Quyết đã qua đời.[74]
- Luật sư Nguyễn Văn Đạt, thuộc Đoàn Luật sư Thành phố Hồ Chí Minh, là luật sư bào chữa cho Hồ Duy Hải do gia đình Hồ Duy Hải mời.[77][78]

### Luật sư trợ giúp pháp lý
Sau hai phiên tòa Sơ thẩm (2008) và Phúc thẩm (2009), Hồ Duy Hải và gia đình đã được nhiều luật sư hỗ trợ, tư vấn pháp lý: 
1. Luật sư Trần Hồng Phong thuộc Đoàn Luật sư Thành phố Hồ Chí Minh,[79] là người được gia đình Hồ Duy Hải nhờ hỗ trợ pháp lí.[78][80]
2. Luật sư Trần Văn Tạo, nguyên Phó Giám đốc Công an Thành phố Hồ Chí Minh, nguyên Ủy viên Ban thường vụ Thành ủy Thành phố Hồ Chí Minh, nguyên Trưởng ban Tư tưởng Văn hóa Thành ủy Thành phố Hồ Chí Minh dưới thời ông Trương Tấn Sang làm Chủ tịch Ủy ban nhân dân Thành phố Hồ Chí Minh (1992-1996).[81]
3. Luật sư Trịnh Minh Tân, thuộc Đoàn Luật sư Thành phố Hồ Chí Minh, nguyên kiểm sát viên Viện kiểm sát nhân dân Thành phố Hồ Chí Minh.[82][83]

## Phiên tòa sơ thẩm
Từ ngày 28 tháng 11 đến ngày 1 tháng 12 năm 2008, Tòa án nhân dân tỉnh Long An xét xử sơ thẩm vụ án, tuyên Hồ Duy Hải án tử hình về hai tội giết người (án tử hình) và cướp tài sản (án 5 năm tù), buộc bồi thường cho gia đình nạn nhân 60 triệu đồng. Bản án sơ thẩm có số hiệu 97/2008/HSST.

### Hội đồng xét xử sơ thẩm
- Thẩm phán - Chủ tọa phiên tòa: Lê Quang Hùng
- Thẩm phán: Nguyễn Hòa Bình
- Hội thẩm nhân dân:
  - Đinh Văn Tự: Ủy viên hội đồng liên minh Hợp tác xã tỉnh Long An
  - Nguyễn Thị Ngọc Hạnh: Trưởng ban Kinh tế xã hội, Hội Nông dân tỉnh Long An
  - Lê Văn Bảo: Giáo viên cấp 2, nguyên Phó Hiệu trưởng Trường Thống Nhất, thị xã Tân An, tỉnh Long An
- Thư ký tòa án: Phan Thanh Tuân (cán bộ tòa án)
- Đại diện Viện Kiểm sát nhân dân tỉnh Long An:
  - Lê Ái Dân (Kiểm sát viên)
  - Nguyễn Văn Đức (Kiểm sát viên)

### Những người tham gia tố tụng
- Bị cáo: Hồ Duy Hải
- Luật sư bào chữa:
  - Nguyễn Văn Đạt
  - Võ Thành Quyết (luật sư chỉ định).[64]
- Đại diện hợp pháp người bị hại:
  - Nguyễn Văn Mừng (cha của Ánh Hồng) sinh 1962 (có mặt)
  - Nguyễn Văn Hộ (cha của Thu Vân) sinh 1956 (có mặt)
- Nguyên đơn dân sự Bưu điện Cầu Voi: Đinh Phú Hùng, sinh 1952, làm đại diện (có mặt)
- Người làm chứng:
  - Nguyễn Mi Sol, sinh 1984 (có mặt)
  - Võ Lộc Đang, sinh 1983 (có mặt)
  - Nguyễn Văn Thu, sinh 1975 (có mặt)
  - Võ Văn Hùng, sinh 1959 (có mặt)
  - Đinh Vũ Thường, sinh 1984 (vắng mặt)
  - Lê Thị Thu Hiếu, sinh 1988 (vắng mặt)
  - Nguyễn Thị Tuyết Trinh (tiệm cầm đồ) sinh 1964 (vắng mặt)
  - Nguyễn Thị Huệ (tiệm ĐTDĐ) sinh 1955 (vắng mặt)
  - Đặng Thị Liên (vàng bạc An Đông) sinh 1956 (vắng mặt)
- Người có quyền, nghĩa vụ liên quan
  - Nguyễn Thị Loan, sinh 1963 (có mặt)
  - Nguyễn Thị Rưỡi, sinh 1957 (có mặt)

## Phiên tòa phúc thẩm
Phiên tòa phúc thẩm diễn ra vào ngày 28 tháng 4 năm 2009 tại Thành phố Hồ Chí Minh dưới sự chủ tọa của Tòa Phúc thẩm Tòa án nhân dân tối cao tại Thành phố Hồ Chí Minh. Tòa phúc thẩm đánh giá: "cho dù rằng quá trình điều tra có những thiếu sót về tố tụng của cơ quan tiến hành tố tụng nhưng không nghiêm trọng". Sau khi đánh giá toàn bộ các chứng cứ, HĐXX cho rằng có đủ căn cứ xác định bị cáo Hồ Duy Hải do thua cá độ bóng đá nên đã giết hai nạn nhân Hồng và Vân một cách dã man nhằm cướp tài sản. Từ đó, tòa tuyên giữ nguyên hình phạt tử hình như bản án sơ thẩm.

### Hội đồng xét xử phúc thẩm
- Thẩm phán - Chủ tọa phiên tòa: Huỳnh Lập Thành
- Thẩm phán: Trương Thị Minh Thơ
- Thẩm phán: Ngô Anh Dũng
- Thư ký Tòa án: Lê Thị Luy (cán bộ Tòa phúc thẩm)
- Đại diện Viện Kiểm sát nhân dân tối cao: Trần Ngọc Lẫm (Kiểm sát viên). Ông Lẫm mất năm 2013.
- Luật sư bào chữa cho bị cáo Hồ Duy Hải: Nguyễn Văn Đạt và Nguyễn Văn Hòa (Đoàn Luật sư Tp Hồ Chí Minh).[64]

### Tình tiết vụ án theo bản án phúc thẩm
Theo bản án phúc thẩm số 281/2009/HSPT ngày 28 tháng 4 năm 2009 của Tòa Phúc thẩm Tòa án nhân dân tối cao tại Thành phố Hồ Chí Minh, tình tiết vụ án như sau:
- Khoảng tháng 10 năm 2007, Hồ Duy Hải quen Nguyễn Thị Thu Vân, nhân viên Bưu điện Cầu Voi. Hải thường đặt mua báo Thể thao với Vân, qua đó biết thêm Nguyễn Thị Ánh Hồng, cũng là nhân viên Bưu điện Cầu Voi.[5][64]
- Khoảng 19 giờ 30 ngày 13 tháng 1 năm 2008 Hồ Duy Hải, đi xe máy của bà Nguyễn Thị Rưởi (dì ruột của Hải), đến Bưu điện Cầu Voi, gặp chị Thu Vân đang ngồi làm việc, Hải đi vào phòng khách ngồi trên ghế salon, chị Ánh Hồng mời Hải uống nước và ngồi nói chuyện cùng với Hải.[64][78]
- Khoảng 20 giờ 30, bưu điện nghỉ, chị Vân đi vào phòng trong. Hải đưa tiền và nói với chị Vân đi mua trái cây về để ăn. Khi chị Vân đi, Hải nảy sinh ý định quan hệ tình dục với chị Hồng.[64]
- Hải kéo chị Hồng vào buồng, đẩy chị Hồng nằm ngửa xuống chiếc đi-văng loại xếp, dùng 2 tay nắm 2 tay chị Hồng. Chị Hồng phản ứng, dùng chân đạp vào bụng Hải. Hải buông chị Hồng ra. Chị Hồng ngồi dậy chạy về phía cầu thang khu vực bếp ăn. Hải đuổi theo, kéo tay chị Hồng xô vào góc tường gần chân cầu thang. Chị Hồng kêu lên, Hải sợ bị phát hiện nên dùng tay đánh vào mặt, bóp cổ và đẩy chị Hồng ngã xuống sàn gạch. Hải lấy một cái thớt tròn đập vào vùng mặt, vùng đầu làm chị Hồng bị ngất. Sau đó Hải lấy một con dao inox trên mặt bàn nấu ăn, tay trái nắm tóc, tay phải cầm dao, luồn cắt qua lại hai cái vào cổ Hồng. Chị Hồng nằm im, Hải ra phòng vệ sinh phía sau nhà để rửa tay và dao cho sạch máu.[64]
- Hải dắt dao vào lưng quần rồi đi vào nhà, đến cầu thang thì thấy Vân đi mua trái cây về. Chị Vân kéo cửa sắt xuống, đóng cửa và đi vào đặt bịch trái cây trên ghế salon. Hải cầm một chiếc ghế xếp inox thủ sẵn. Vân đi xuống phòng sau nhìn thấy Hồng nằm chết thì chạy ngược lên phòng khách. Hải đuổi theo dùng ghế đánh vào đầu làm Vân ngã xuống nền gạch. Hải dùng tay xốc nách Vân, kéo đến chỗ xác chị Hồng. Hải đặt đầu chị Vân trên bụng chị Hồng rồi lấy con dao inox cắt qua lại 2-3 cái vào cổ Vân. Sau đó Hải ra phòng vệ sinh rửa tay, rửa dao rồi đi lên nhà, bỏ dao vào phía trong 1 tấm bảng dựng ở sát vách tường, gần cầu thang.[64]
- Hải lên phòng giao dịch, mở tủ lấy hơn 1 triệu đồng, khoảng 40-50 sim card, đến bàn salon lấy điện thoại Nokia bỏ vào túi quần rồi quay lại chỗ xác, lấy của 2 nạn nhân một số đồ nữ trang bỏ vào túi quần và đi ra cửa sắt phía sau, kéo cửa lại. Hải leo qua hàng rào ngăn giữa sân sau và sân trước, đi xe máy về nhà tắm rửa, giặt quần áo và lấy nữ trang rửa sạch rồi bọc nilong lại để cất giấu.[64][84]
- Ngày 18/1/2008 Hải mang điện thoại và số nữ trang lên Tp Hồ Chí Minh bán được 3,7 triệu đồng.[5][64] Riêng số sim card Hải bỏ vào bọc rác ở gần nhà số 111/2 Trần Bình Trọng, Q5 Tp HCM để phi tang.[64]
- Sau khi gây án một tuần, Hải đốt phi tang quần áo và dây thắt lưng Hải mặc khi gây án tại vườn sau nhà bà Nguyễn Thị Len, dì ruột của Hải.[3][5]

## Phiên tòa giám đốc thẩm
Sáng ngày 6 tháng 5 năm 2020, phiên tòa giám đốc thẩm vụ án Hồ Duy Hải bắt đầu diễn ra tại trụ sở Tòa án nhân dân tối cao Việt Nam tại Hà Nội. Phiên tòa kéo dài trong ba ngày.

### Thành phần phiên tòa
Ban xét xử
Ban xét xử là Hội đồng Thẩm phán Tòa án nhân dân tối cao gồm 17 thành viên (10/17 vị có bằng Tiến sĩ Luật):
- Chủ tọa phiên tòa: Nguyễn Hòa Bình, Chánh án Tòa án nhân dân tối cao.
- Các Phó Chánh án Tòa án nhân dân tối cao: Lê Hồng Quang (Phó Chánh án thường trực), Nguyễn Thúy Hiền, Nguyễn Trí Tuệ, Nguyễn Văn Du, Dương Văn Thăng (Chánh án Tòa án Quân sự Trung ương).
- Các thẩm phán Tòa án nhân dân tối cao: Bùi Ngọc Hòa, Tống Anh Hào, Nguyễn Văn Thuân, Chu Xuân Minh, Trần Văn Cò, Nguyễn Thị Hoàng Anh, Lê Văn Minh, Nguyễn Văn Tiến, Lương Ngọc Trâm, Đặng Xuân Đào và Đào Thị Xuân Lan.
- Thư ký phiên tòa: Đỗ Thị Thu Hằng (Thẩm tra viên) và Đinh Thị Vân Anh (Thẩm tra viên).
Đại diện Viện kiểm sát nhân dân tối cao
Đại diện Viện kiểm sát nhân dân tối cao tham dự phiên tòa gồm ba người sau:
1. Ông Nguyễn Huy Tiến, Phó Viện trưởng Viện kiểm sát nhân dân tối cao được Viện trưởng Viện kiểm sát nhân dân tối cao Lê Minh Trí ủy quyền tham dự phiên tòa.[75]
2. Ông Hồ Đức Anh, Kiểm sát viên Viện kiểm sát nhân dân tối cao
3. Ông Nguyễn Văn Nông, Kiểm sát viên Viện kiểm sát nhân dân tối cao

Người được mời và có mặt
1. Công an tỉnh Long An: Ngoài ông Phạm Thanh Tâm, Thủ trưởng Cơ quan Cảnh sát điều tra Công an tỉnh Long An, Phó Giám đốc Công an tỉnh Long An còn có ba điều tra viên tham dự phiên tòa gồm:[75][86]
  - Ông Lê Thành Trung, điều tra viên tham gia điều tra vụ án (lúc này là Trưởng Công an huyện Đức Hòa, tỉnh Long An)
  - Ông Nguyễn Văn Minh,[86] điều tra viên tham gia điều tra vụ án (lúc này là Phó trưởng phòng Quản lý hành chính về Trật tự xã hội (PC06), Công an tỉnh Long An)[76]
  - Nguyễn Thanh Phong, cán bộ điều tra vụ án, lập biên bản về việc bắt người theo Lệnh bắt khẩn cấp của Cơ quan Cảnh sát điều tra tỉnh Long An đối với Hồ Duy Hải (lúc này là Phó trưởng Công an huyện Đức Hòa, tỉnh Long An)[14][75][86]
2. Cán bộ giám định: Có hai bác sĩ pháp y khám nghiệm tử thi là cán bộ Phòng kỹ thuật hình sự khám nghiệm hiện trường có mặt là ông Dương Thành Thận và ông Lê Hoàng Anh
3. Viện kiểm sát nhân dân tỉnh Long An:
  - Nguyễn Công Pha, Phó Viện trưởng Viện kiểm sát nhân dân tỉnh Long An[14]
4. Tòa án nhân dân tỉnh Long An:
  - Ông Lê Quốc Dũng, Chánh án Tòa án nhân dân tỉnh Long An
  - Ông Lê Quang Hùng, nguyên Thẩm phán Tòa án nhân dân tỉnh Long An, Chủ tọa phiên tòa sơ thẩm
5. Tòa án nhân dân cấp cao tại Thành phố Hồ Chí Minh:
  - Ông Quảng Đức Tuyên, Phó Chánh án Tòa án nhân dân cấp cao tại Thành phố Hồ Chí Minh[86]
6. Viện kiểm sát nhân dân cấp cao tại Thành phố Hồ Chí Minh:
  - Ông Nguyễn Đình Trung, Viện trưởng Viện kiểm sát nhân dân cấp cao tại Thành phố Hồ Chí Minh[86]
7. Đoàn liên ngành Trung ương:[86]
  - Đại tá Lê Văn Tân, Phó Chánh Văn phòng Cơ quan Cảnh sát điều tra Bộ Công an (C01)
  - Ông Nguyễn Đức Tuấn, Điều tra viên Văn phòng Cơ quan Cảnh sát điều tra Bộ Công an
  - Ông Lê Thành Văn, Thẩm phán Tòa án nhân dân cấp cao tại Thành phố Hồ Chí Minh
8. Những người có liên quan khác: Luật sư Trần Hồng Phong có mặt với tư cách người có nghĩa vụ liên quan, cung cấp chứng cứ vụ án.[75] Ông là người có đơn đề nghị giám đốc thẩm.[75] Luật sư Phong tham gia phiên tòa vào buổi sáng ngày 6 tháng 5 năm 2020 để cung cấp chứng cứ. Tuy nhiên, buổi chiều ngày 6 tháng 5 năm 2020, luật sư Phong không được phép tham gia phiên tòa.[75]

Ngoài ra, đại diện Văn phòng Chủ tịch nước (Phó Chủ nhiệm Văn phòng Phạm Thanh Hà), đại diện Ủy ban Tư pháp của Quốc hội (Ủy viên thường trực Ủy ban Tư pháp Nguyễn Thị Thủy), đại diện Ban Nội chính Trung ương Đảng Cộng sản Việt Nam, đại diện C01 (Văn phòng Cơ quan Cảnh sát điều tra), Bộ Công an đều có mặt tại phiên tòa.
Người được mời nhưng vắng mặt
Những người được mời nhưng vắng mặt tại phiên tòa gồm có:
- Lê Ái Dân - Kiểm sát viên thực hành quyền công tố và kiểm sát điều tra vụ án hình sự, Viện kiểm sát nhân dân tỉnh Long An[14]
- Lê Thành Dương – nguyên Viện trưởng Viện Thực hành quyền công tố và Kiểm sát xét xử phúc thẩm, Viện kiểm sát nhân dân cấp cao tại Thành phố Hồ Chí Minh (nay là Kiểm sát viên Viện kiểm sát nhân dân tối cao)[14]
- Luật sư Nguyễn Văn Đạt, Luật sư thuộc Đoàn Luật sư Thành phố Hồ Chí Minh. Luật sư Nguyễn Văn Đạt là luật sư bào chữa cho Hồ Duy Hải, lúc này đang định cư ở nước ngoài.[77][78][88]
- Luật sư Nguyễn Văn Hòa, Luật sư thuộc Đoàn Luật sư Thành phố Hồ Chí Minh. Luật sư Hòa không có thông tin về việc được mời dự phiên tòa.[88]
- Ông Lê Hữu Thể, Kiểm sát viên Viện kiểm sát nhân dân tối cao, nguyên Phó Viện trưởng Viện kiểm sát nhân dân tối cao, Trưởng Đoàn liên ngành Trung ương[86]

Người liên quan không được triệu tập
Người thân của Hồ Duy Hải gồm mẹ Nguyễn Thị Loan, dì út Nguyễn Thị Len và em gái Hồ Thị Thu Thủy có đến phiên tòa vào sáng ngày 6 tháng 5 năm 2020 nhưng không được vào tham dự do không có giấy mời của tòa.
Trước đó, ông Ngô Tiến Hùng, Chánh Văn phòng Tòa án nhân dân tối cao đã trả lời báo chí rằng phiên tòa này là phiên tòa đặc biệt, chỉ xét xử chủ yếu trên hồ sơ, bị cáo Hồ Duy Hải không được triệu tập, không có bị hại và thân nhân đương sự.

### Bản án
Sau 3 ngày làm việc, chiều ngày 8/5/2020, Hội đồng xét xử Giám đốc thẩm đưa ra phán quyết. Lúc 15h35' đại diện Hội đồng thẩm phán bắt đầu đọc bản án. Ông Nguyễn Trí Tuệ, Phó chánh án Tòa án nhân dân tối cao, công bố quyết định Giám đốc thẩm. Theo Hội đồng thẩm phán: "dù quá trình điều tra, xét xử còn một số thiếu sót nhưng việc này không làm thay đổi bản chất vụ án", bởi thế không cần thiết phải hủy các bản án sơ thẩm, phúc thẩm để điều tra lại. Từ các lý lẽ đã nêu, Hội đồng thẩm phán kết luận: "Không chấp nhận quyết định kháng nghị của Viện trưởng Viện kiểm sát nhân dân tối cao".

## Các mốc thời gian

### Năm 2008
Ngày xảy ra vụ án (13 tháng 1 năm 2008)
- 9h30', nhân chứng Lê Thị Thu Hiếu tới Bưu điện Cầu Voi và ở lại chơi tới chiều.
- 11h25', Hồ Duy Hải điện thoại vào Bưu điện Cầu Voi hỏi mua báo bóng đá nhưng Ánh Hồng trả lời là đã hết nên Hải không đến Bưu điện Cầu Voi mua báo.
- 17h, Lê Thị Thu Hiếu rời Bưu điện Cầu Voi.[62]
- Gần 19h, nhân chứng Nguyễn Văn Thu đã chở Hồ Duy Hải (ông Thu hành nghề xe ôm) về nhà (Hải đi xe bus từ Tp HCM về Long An, xuống bến tại ngã ba Bình Ảnh). Lúc này Hải mặc áo sơ mi, đội nón kết (tức mũ lưỡi trai) và trên tay cầm tờ báo. Ông Thu đã chở Hải tới tận cổng nhà.[53]
- 19 giờ 13 phút 39 giây, Hồ Duy Hải có mặt tại hiệu cầm đồ Thuận Hưng cách Bưu điện Cầu Voi 7,5 km[23] để làm thủ tục cầm đồ[54] (ĐTDĐ) và đang nghe điện thoại của một người bạn tên Võ Lộc Đang.[23][54]
- Sau đó, Hải quay về nhà dì Nguyễn Thị Len để trả xe máy Wave và sang nhà dì Nguyễn Thị Rưởi mượn xe máy Dream rồi đi đến quán cà phê Bảy Thanh để trả tiền cho Võ Lộc Đang và chở Đang đến quán Hai Thượng.[90]
- Khoảng 19 giờ 30 phút, Hồ Duy Hải có mặt tại Bưu điện Cầu Voi chơi và nói chuyện với hai nữ nhân viên bưu điện (quen biết từ 2007).[54] Theo báo Đất Việt (đăng ngày 10 tháng 9 năm 2012) thì Hải khai tới bưu điện vào khoảng 20 giờ 15 phút.[73] Cơ quan tiến hành tố tụng xác định Hải có mặt tại hiện trường vụ án lúc 19 giờ 39 phút 22 giây.[15]
- 19 giờ 39 phút 22 giây, nhân chứng Đinh Vũ Thường bắt đầu cuộc gọi điện thoại về nhà tại Bưu điện Cầu Voi. Anh Thường khai rằng đã nhìn thấy một thanh niên ở trong bưu điện này.[54]
- 20 giờ 30 phút, Bưu điện Cầu Voi hết giờ làm việc.[54]
- khoảng 20 giờ 30 phút, chị Huỳnh Thị Kim Tuyền (nhà sát Bưu điện Cầu Voi) nghe tiếng một phụ nữ la "ướt, ướt…" nhưng không rõ tiếng của ai. Nghĩ họ đang đùa giỡn nên chị không để ý. Sau đó, chị không nghe thêm gì nữa.[3]
- Sau đó, trong tối ngày này, hai nữ nhân viên Bưu điện Cầu Voi Nguyễn Thị Ánh Hồng (sinh năm 1985) và Nguyễn Thị Thu Vân (sinh năm 1987) bị sát hại.[18]

Ngày 14 tháng 1 năm 2008
- Khoảng 7 giờ sáng ngày 14 tháng 1 năm 2008, anh Phùng Phụng Hiếu, nhân viên Bưu điện Thủ Thừa, đến Bưu điện Cầu Voi để giao báo. Anh Hiếu thấy cổng trước và sau không mở, gọi cửa nhiều lần không nghe thấy ai trả lời nên đã ra phía sau trèo qua hàng rào vào bưu điện thì thấy cửa khép hờ. Khi mở cửa, anh Hiếu thấy Nguyễn Thị Thu Vân và Nguyễn Thị Ánh Hồng nằm trên nền nhà, cổ đầy máu. Xung quanh có nhiều đồ rơi vãi như dầu ăn, nước mắm. Trên nền gạch ở gần cửa ra vào nhà vệ sinh có nhiều giọt máu khô.[3][52]
- Công an tỉnh Long An đã điều động đông đảo cảnh sát phong tỏa, khám nghiệm hiện trường, khám nghiệm tử thi.[3]
- 8 giờ 30 phút sáng, điều tra viên Lê Thành Trung bắt đầu khám nghiệm hiện trường vụ án.[19]
- 11 giờ 40 phút trưa, điều tra viên Lê Thành Trung bắt đầu thực hiện khám nghiệm tử thi nạn nhân Vân.[18][54]
- 12 giờ 10 phút trưa, điều tra viên Lê Thành Trung bắt đầu thực hiện khám nghiệm tử thi nạn nhân Hồng.[18][54]
- 13 giờ 10 phút, điều tra viên Lê Thành Trung kết thúc khám nghiệm hiện trường vụ án.[18]
- Theo lời khai của bốn người dọn dẹp hiện trường vụ án (Nguyễn Văn Thu, Võ Văn Hùng, Nguyễn Văn Vàng và Nguyễn Tuấn Ngọc) thì vào lúc 15h ngày 14 tháng 1 năm 2008, trong lúc dọn dẹp hiện trường họ phát hiện một con dao mới và "rất sạch, không có vết máu" nhét sau tấm bảng treo trên tường đối diện cầu thang nhà bếp, gần chỗ nằm của hai nạn nhân Hồng và Vân. Họ đã báo cho công an xã và huyện nhưng công an bảo rằng "chắc không có gì đâu, bỏ đi". Họ đã dùng con dao này để cạo vết máu trên nền gạch rồi đem đi đốt bỏ cùng với những đồ vật khác của bưu điện.[56][64][71]
- Chiều cùng ngày, Nguyễn Văn Nghị, 28 tuổi, cư trú tại huyện Cai Lậy, tỉnh Tiền Giang bị triệu tập khẩn cấp tới Cơ quan điều tra tỉnh Long An để điều tra. Các trinh sát đặt nghi vấn vì sau khi xuất hiện tại Bưu điện Cầu Voi trong đêm 13 tháng 1, Nguyễn Văn Nghị đi đâu không rõ tới chiều 14 tháng 1 mới về nhà.[9][21][27]

Những ngày sau đó
- Ngày 15 tháng 1 năm 2008, Cơ quan Cảnh sát điều tra Công an tỉnh Long An tìm kiếm con dao bị nhóm bốn người dọn dẹp hiện trường (Nguyễn Văn Thu, Võ Văn Hùng, Nguyễn Văn Vàng và Nguyễn Tuấn Ngọc) tìm thấy và đốt bỏ nhưng không tìm được, kể cả phần lưỡi dao bằng kim loại.[71] Sau đó cơ quan điều tra triệu tập ba người thợ bạc của tiệm vàng Kim Long gần khu vực Cầu Voi tên là Nguyễn Tuấn Anh, Trần Văn Chà (Trần Văn Chiến) và Nguyễn Văn Sool (Nguyễn Mi Sol, người yêu cũ của nạn nhân Nguyễn Thị Ánh Hồng) để điều tra.[20][21]
- Ngày 16 tháng 1 năm 2008, Cơ quan Cảnh sát điều tra Công an tỉnh Long An ra quyết định khởi tố vụ án "giết người, cướp tài sản".[91]
- Ngày 17 tháng 1 năm 2008, Biên bản giám định pháp y số 21/PY.08 ghi "có ít dịch nhầy trong âm đạo" của nạn nhân Hồng[62] và "dạ dày có chứa thức ăn đã nhuyễn, lượng ít".[15]
- Ngày 19 tháng 1 năm 2008, nhân chứng Lê Thị Thu Hiếu cho lời khai rằng: "Tôi xác định trên bàn không có loại bọc xốp trắng nào, tôi cũng không thấy loại xốp này bao giờ. Tôi cũng không biết loại xốp này là xốp gì cả".[62]
- Trưa ngày 20 tháng 3 năm 2008, Hồ Duy Hải đang đi thăm cha ở Tp Hồ Chí Minh thì nhận được yêu cầu của Công an tỉnh Long An (thông qua dì ruột Nguyễn Thị Len) tới trụ sở Công an tỉnh để khai báo về việc cá độ bóng đá ở nơi Hải cư trú. Hải từ Tp Hồ Chí Minh đi xe buýt đến CA tỉnh Long An làm việc và chiều hôm đó trở về nhà, được hẹn ngày hôm sau quay trở lại.[39] Đây là lần đầu tiên Hồ Duy Hải cho lời khai.[92] Hải cho biết Công an chỉ hỏi việc cá độ ở xóm.[39][93] Lời khai đầu tiên ngày 20/3/2008 của Hải không nhận tội nhưng bản khai này và một số lời khai nhân chứng không được đưa vào hồ sơ vụ án, chỉ có trong hồ sơ lưu trữ của cơ quan điều tra.[64]
- Ngày 21 tháng 3 năm 2008, Hồ Duy Hải được dì ruột đưa đến công an tỉnh Long An trình diện.[9][39]
- Chiều ngày 21 tháng 3 năm 2008, Thượng tá Phạm Văn Tiến, Phó Thủ trưởng Cơ quan Cảnh sát điều tra Công an tỉnh Long An kí lệnh bắt khẩn cấp Hồ Duy Hải.[73]
- 18 giờ 30 tối ngày 21 tháng 3 năm 2008, công an tới khám nhà bà Nguyễn Thị Loan (mẹ Hồ Duy Hải), tịch thu vàng và ra sau nhà bà Nguyễn Thị Len (dì ruột Hải) lấy mẫu tro đốt.[39][54]
- 19 giờ 30 tối ngày 21 tháng 3 năm 2008, cơ quan điều tra lấy lời khai của Hồ Duy Hải.[18]
- Ngày 21 tháng 3 năm 2008, ông Nguyễn Văn Thu (nhân chứng tham gia dọn dẹp hiện trường vụ án) đã ra chợ mua một con dao để thay thế cho con dao hung khí gây án đã bị đốt bỏ và giao nộp cho cơ quan điều tra theo yêu cầu của cơ quan điều tra.[57]
- Ngày 28 tháng 3 năm 2008 Viện KSND tỉnh Long An phê chuẩn quyết định khởi tố bị can và lệnh tạm giam đối với Hải về tội giết người, cướp tài sản.[4]
- Ngày 29 tháng 3 năm 2008, Cơ quan Cảnh sát điều tra Công an tỉnh Long An ra quyết định khởi tố bổ sung về tội "đánh bạc" đối với Hồ Duy Hải và 9 bị can khác (Võ Lộc Đang, Võ Minh Dương...).[64]
- Ngày 31 tháng 3 năm 2008, Cơ quan điều tra Công an tỉnh Long An yêu cầu Đoàn luật sư tỉnh Long An cử luật sư bào chữa cho bị can Hồ Duy Hải.[77]
- Ngày 1 tháng 4 năm 2008, Đoàn luật sư tỉnh Long An có công văn đề nghị Văn phòng Luật sư Võ Thành Quyết cử người bào chữa, tiếp đó Luật sư Võ Thành Quyết trực tiếp làm luật sư bào chữa cho Hồ Duy Hải.[77]
- Ngày 4 tháng 4 năm 2008, nhân chứng Lê Thị Thu Hiếu cho lời khai (biên bản BL201) rằng "Hệ thống nước sinh hoạt trong nhà vệ sinh tại bưu điện có đầy đủ nước, hoạt động bình thường".[62]
- Ngày 7 tháng 4 năm 2008, Cơ quan Cảnh sát điều tra Công an tỉnh Long An trưng cầu giám định một số dấu vết đường vân vân tay thu giữ được tại hiện trường vụ án.[70] Có tất cả bốn tang vật trưng cầu giám định là dấu vân tay, lông tóc, máu và than tro.[94]
- Ngày 11 tháng 4 năm 2008, Phòng Kỹ thuật hình sự Công an tỉnh Long An có Kết luận giám định số 158/KL-PC21 ghi rõ: "Các dấu vân tay thu được tại hiện trường vụ án, không phát hiện trùng với điểm chỉ 10 ngón tay in trên chỉ bản của Hồ Duy Hải".[57][62]
- Ngày 8 tháng 5 năm 2008, kết quả giám định của Phân viện Khoa học kỹ thuật hình sự tại Tp Hồ Chí Minh cho biết mẫu tro thu được "có thành phần vải và nhựa polyester",[18][64] và "Không đủ yếu tố kết luận có thành phần các nguyên liệu làm ra dây thắt lưng, quần áo và simcard".[94]
- Ngày 5 tháng 6 năm 2008, Phân viện Khoa học Kỹ thuật hình sự tại Tp Hồ Chí Minh kết luận: "mẫu dấu vết ghi thu ở ngoài cửa nhà sau và trong nhà vệ sinh bưu điện Cầu Voi là máu người, không xác định được nhóm máu do đã phân hủy".[64]
- Ngày 11 tháng 6 năm 2008, Hồ Duy Hải bị hỏi cung. Hải khai "Tại ghế salon trên bàn lúc tôi và Hồng ngồi có báo tạp chí, 1 ly nước, điện thoại Nokia đen và mút xốp".[62]
- Ngày 18 tháng 6 năm 2008, Luật sư Võ Thành Quyết kí thêm hợp đồng dịch vụ với gia đình Hồ Duy Hải và nhận 10 triệu đồng.[48][77] Điều này trái với Điều 57 Bộ luật Tố tụng Hình sự, vi phạm thông tư liên tịch của Bộ Tài chính - Bộ Tư pháp số 66/2007 ngày 19/6/2007 ("Ngoài khoản thù lao và chi phí do cơ quan tiến hành tố tụng thanh toán, luật sư không được nhận thêm bất cứ khoản tiền nào từ bị can, bị cáo hoặc thân nhân của họ").[77]
- Ngày 24 tháng 6 năm 2008, nhân chứng Lê Thị Thu Hiếu (bạn của hai nạn nhân Hồng và Vân) đã đi mua một thớt gỗ tương tự hung khí gây án với đường kính 27 cm và dày 4 cm về giao nộp cho cơ quan điều tra theo yêu cầu của cơ quan điều tra.[70][95]
- Tại biên bản hỏi cung ngày 11/7/2008, Hải phủ nhận tất cả lời khai trước đây và khẳng định rằng chỉ những lời khai kể từ ngày 11/7/2008 trở về sau là đúng và chính xác.[77]
- Ngày 5 tháng 8 năm 2008, Cơ quan Cảnh sát điều tra Công an tỉnh Long An ra quyết định tách vụ án hình sự về tội "đánh bạc" (Hồ Duy Hải, Võ Lộc Đang, Võ Minh Dương,...).[64]
- Ngày 1 tháng 10 năm 2008, Viện kiểm sát nhân dân tỉnh Long An ra cáo trạng vụ án Hồ Duy Hải.[83]
- Từ 28 tháng 11 đến ngày 1 tháng 12 năm 2008, Tòa án nhân dân tỉnh Long An xử sơ thẩm tuyên án tử hình đối với Hồ Duy Hải về hai tội giết người (tử hình) và cướp tài sản (5 năm tù).[3][83][91] Tại phiên tòa sơ thẩm Hải đã kêu oan, Luật sư Nguyễn Văn Đạt đã có bài bào chữa kêu oan nêu ra 41 điểm bất hợp lý, vi phạm tố tụng trong hồ sơ vụ án và đề nghị tòa tuyên bố không đủ bằng chứng buộc tội Hải. Phiên tòa có đông đảo người dân Long An tham dự đứng tràn ra ngoài sân và ở hai bên đường Nguyễn Huệ, Trương Định, được truyền loa phóng thanh ra ngoài, nhiều người cho biết là âm thanh của các người khác phát biểu đều được truyền rất tốt, nhưng đến phần kêu oan của Luật sư Nguyễn Văn Đạt thì âm thanh bị hư, không ai nghe được gì cả.[41]
- Ngày 5 tháng 12 năm 2008, Hồ Duy Hải làm đơn xin giảm nhẹ hình phạt.[96]

### Năm 2009-2013
- Ngày 28 tháng 4 năm 2009, Tòa Phúc thẩm Tòa án nhân dân tối cao tại Thành phố Hồ Chí Minh y án sơ thẩm tử hình Hồ Duy Hải.[64]
- Ngày 4 tháng 5 năm 2009, Hồ Duy Hải đệ đơn lên Chủ tịch nước Nguyễn Minh Triết xin ân giảm hình phạt tử hình.[3] Theo lời Phó Chánh án Tòa án nhân dân tỉnh Long An Lê Quang Hùng cho biết vào ngày 5 tháng 12 năm 2014 khi trả lời báo chí thì nội dung đơn xin tha tội chết với lí do bị cha bỏ rơi từ nhỏ, thiếu sự giáo dục của gia đình nên đã cờ bạc cá độ dẫn tới giết người, sau khi giết người thấy hối hận, cộng thêm gia đình bên ngoại có người có công lao với cách mạng.[97]
- Ngày 1 tháng 12 năm 2009, Tòa án nhân dân huyện Thủ Thừa, tỉnh Long An xử phạt Hồ Duy Hải 2 năm tù giam về tội "Đánh bạc".[14]
- Chủ tịch nước Nguyễn Minh Triết trong nhiệm kì của mình (2006-2011) đã hai lần đề nghị các cơ quan tố tụng báo cáo về vụ án Hồ Duy Hải.[38] Chính vì vậy, Hồ Duy Hải tạm chưa bị hành hình.[38]
- Ngày 9 tháng 6 năm 2010, tại Quyết định số 05/2010/QĐ/TA-HS, tổng hợp hình phạt của nhiều bản án, Chánh án Tòa án nhân dân tối cao tổng hợp hình phạt 2 năm tù tại Bản án hình sự sơ thẩm số 31/2009/HSST ngày 1/12/2009 của Tòa án nhân dân huyện Thủ Thừa, tỉnh Long An với hình phạt tử hình tại Bản án hình sự phúc thẩm số 281/2009/HSPT ngày 28/4/2009 của Tòa phúc thẩm Tòa án nhân dân tối cao tại Thành phố Hồ Chí Minh đối với Hồ Duy Hải, buộc Hồ Duy Hải phải chấp hành hình phạt chung của hai bản án là tử hình.[14]
- Ngày 24 tháng 5 năm 2011, Chánh án Tòa án nhân dân tối cao Việt Nam Trương Hòa Bình có quyết định không kháng nghị và có Tờ trình đề nghị Chủ tịch nước bác đơn xin ân giảm hình phạt tử hình của Hồ Duy Hải.[5]
- Ngày 25 tháng 7 năm 2011, ông Trương Tấn Sang được bầu làm tân Chủ tịch nước.[98]
- Sáng ngày 27 tháng 9 năm 2011, đại diện Viện Kiểm sát nhân dân Tối cao lấy lời khai của Hồ Duy Hải tại Trại tạm giam Công an tỉnh Long An. Hồ Duy Hải nhận tội và xin giảm nhẹ hình phạt.[99]
- Ngày 24 tháng 10 năm 2011, Viện trưởng Viện kiểm sát nhân dân tối cao Nguyễn Hòa Bình ban hành quyết định không kháng nghị vụ án Hồ Duy Hải do không có tình tiết mới.[18]
- Ngày 17 tháng 5 năm 2012, Chủ tịch nước Trương Tấn Sang có quyết định bác đơn xin ân giảm hình phạt tử hình đối với Hồ Duy Hải (quyết định số 639/QĐ-CTN).[1][5]
- Từ ngày 1 tháng 8 năm 2013, Luật thi hành án hình sự sửa đổi có hiệu lực, theo đó tử tù được thi hành án bằng cách tiêm thuốc độc và người thân được nhận thi thể về mai táng, nhưng ngày thi hành án vẫn bí mật.[100]
- Ngày 23 tháng 11 năm 2013, Luật sư Trần Văn Tạo cho phóng viên báo Lao động biết ông đã viết thư cho Chủ tịch nước Trương Tấn Sang đề nghị ông Sang chỉ đạo các cơ quan chức năng xem xét lại vụ án Hồ Duy Hải.[101]

### Năm 2014
- Ngày 23 tháng 11 năm 2014 bà Nguyễn Thị Loan, mẹ Hồ Duy Hải, gọi điện cho Luật sư Trần Hồng Phong cho biết con bà sẽ bị xử tử trong vài ngày tới. Tiếp đó, luật sư Trần Hồng Phong gọi điện thoại nhờ sự hỗ trợ từ Luật sư Trần Văn Tạo, nguyên Phó Giám đốc Công an Tp Hồ Chí Minh.[79]
- Ngày 24 tháng 11 năm 2014, Hội đồng thi hành án tỉnh Long An ra quyết định thi hành án tử hình Hồ Duy Hải vào ngày 5 tháng 12 năm 2014.[91]
- Ngày 25 tháng 11 năm 2014, một cán bộ Tòa án nhân dân tỉnh Long An thông báo cho bà Nguyễn Thị Loan (mẹ Hồ Duy Hải) biết về việc Hồ Duy Hải sắp bị tử hình và hỏi gia đình có làm đơn xin nhận xác không.[95][102]
- Ngày 3 tháng 12 năm 2014, Luật sư Trần Văn Tạo gửi đơn cho Chủ tịch nước Trương Tấn Sang đề nghị xem xét lại vụ án Hồ Duy Hải[103] và đề nghị hoãn tử hình Hồ Duy Hải.[104]

Ngày 4 tháng 12
Ngày 4 tháng 12 năm 2014, một ngày trước ngày dự định thi hành án tử hình Hồ Duy Hải:
- Buổi sáng, hai cán bộ tòa án tỉnh Long An tới gặp bà Nguyễn Thị Loan (mẹ Hồ Duy Hải) và cho bà biết rằng Hồ Duy Hải sắp bị hành hình, yêu cầu gia đình làm đơn để nhận xác, thời gian hành hình không rõ.[105]
- Khoảng 10 giờ sáng, bà Loan cùng em và con đến Tòa án nhân dân tỉnh Long An xin hoãn thi hành án để tiếp tục kêu oan nhưng công an không cho vào.[105] Bà Nguyễn Thị Loan mua vé máy bay lên đường ra Hà Nội kêu oan.
- 10 giờ 52 phút, phóng viên Trương Châu Hữu Danh từ Long An nhắn tin cho nữ phóng viên Nguyễn Phương Yên (bút danh Linh Trần,[106] phóng viên báo Lao động đang công tác ở Hà Nội, nguyên phóng viên báo Tuổi trẻ) cho biết ngày 5 tháng 12 sẽ tử hình Hồ Duy Hải.[81] Phóng viên Nguyễn Phương Yên sau đó gọi điện cho luật sư Nguyễn Văn Đạt (luật sư bào chữa cho Hồ Duy Hải) để xin số điện thoại của Luật sư Trần Văn Tạo, nguyên Phó Giám đốc Công an Tp Hồ Chí Minh, nguyên Ủy viên Ban thường vụ Thành ủy Thành phố Hồ Chí Minh, nguyên Trưởng ban Tư tưởng Văn hóa Thành ủy Thành phố Hồ Chí Minh.[81] https://vietnamnet.vn/vu-hoan-thi-hanh-an-tu-hinh-va-phut-89-kich-tinh-210339.html
- 11 giờ 14 phút, phóng viên Nguyễn Phương Yên gọi điện thoại cho Luật sư Trần Văn Tạo nhờ ông Tạo liên lạc với Chủ tịch nước Trương Tấn Sang đang tiếp xúc cử tri ở Quận 1, Thành phố Hồ Chí Minh xin tạm dừng thi hành án tử hình Hồ Duy Hải.[81]
- 11 giờ 20 phút, Luật sư Trần Văn Tạo gọi điện cho phóng viên Nguyễn Phương Yên hay rằng ông đã gọi điện thoại trực tiếp cho Chủ tịch nước Trương Tấn Sang xin tạm hoãn thi hành án tử hình Hồ Duy Hải.[81][105][107][cần dẫn nguồn] Cuộc nói chuyện diễn ra trong vài phút và được ông Trương Tấn Sang hứa xem xét ngay.[81][105] Trước đó, Luật sư Trần Văn Tạo cũng đã nhận được nhiều cuộc gọi xin trợ giúp từ các đồng nghiệp và nhà văn, nhà báo khác. https://vietnamnet.vn/vu-hoan-thi-hanh-an-tu-hinh-va-phut-89-kich-tinh-210339.html
- 11 giờ 30 trưa, gia đình Hồ Duy Hải gặp được ông Lê Quang Hùng, Phó Chánh án Tòa án nhân dân tỉnh Long An và nộp đơn xin tạm hoãn thi hành án Hồ Duy Hải trực tiếp cho ông Lê Quang Hùng.[108] Người đứng tên kí đơn là bà Nguyễn Thị Rưởi (dì ruột Hải) và Hồ Thị Thu Thủy (em gái Hải).[3]
- Sau cuộc gọi của luật sư Trần Văn Tạo, đại diện Văn phòng Chủ tịch nước gọi điện thoại cho Hội đồng Thi hành án tỉnh Long An đề nghị dừng việc thi hành án tử hình Hồ Duy Hải.[105] Sau đó, Văn phòng Chủ tịch nước ra công văn số 1639/TB-VPCP[71] thông báo ý kiến Chủ tịch nước Trương Tấn Sang yêu cầu Tòa án nhân dân tối cao, Viện kiểm sát nhân dân tối cao và các cơ quan tố tụng tỉnh Long An tạm dừng thi hành án tử hình Hồ Duy Hải sau khi nhận được đơn kêu oan của mẹ Hồ Duy Hải.[18][39][84][100] Thời hạn cho việc tạm hoãn thi hành án tử tới ngày 4 tháng 1 năm 2015.[37][105] Việc này chưa từng có tiền lệ trong lịch sử Tòa án nhân dân tối cao.[2]
- 11 giờ 55 phút, phóng viên Hữu Danh gọi điện cho phóng viên Phương Yên cho biết ông Đặng Văn Xướng, Chủ tịch Hội đồng nhân dân tỉnh Long An đã gọi điện cho Hữu Danh thông báo về việc có lệnh tạm dừng thi hành án tử hình Hồ Duy Hải.[81]
- 12 giờ 15 phút, ông Lê Quang Hùng thay mặt lãnh đạo Tòa án nhân dân tỉnh Long An kí tên và đóng dấu xác nhận của Tòa án nhân dân tỉnh Long An đồng ý hoãn thi hành án tử hình ngày 5 tháng 12 năm 2014 vào đơn xin hoãn thi hành án của gia đình Hồ Duy Hải.[81][108]
- 13 giờ 30 phút, luật sư Trần Hồng Phong cùng phóng viên Lê Đại Anh Kiệt (báo Pháp luật Việt Nam) đã tới Văn phòng Chủ tịch nước gửi đơn kiến nghị khẩn cấp về việc hỗ trợ xin tạm hoãn thi hành án Hồ Duy Hải.[81]

Những ngày sau đó
- Chiều ngày 5 tháng 12 năm 2014, 31 phóng viên của nhiều báo, đài truyền hình đã có mặt tại Tòa án nhân dân tỉnh Long An để tham dự buổi họp báo do Tòa án nhân dân tỉnh tổ chức, liên quan đến việc tạm dừng thi hành bản án với tử tù Hồ Duy Hải.[91]
- Ngày 9 tháng 12 năm 2014, Văn phòng Chính phủ Việt Nam thừa lệnh Phó Thủ tướng Nguyễn Xuân Phúc ra công văn đề nghị Viện kiểm sát nhân dân tối cao xem xét giải quyết đơn khiếu nại của bà Nguyễn Thị Loan (mẹ Hồ Duy Hải) đối với con trai là tử tù Hồ Duy Hải.[109]
- Ngày 20 tháng 12 năm 2014, Luật sư Trịnh Minh Tân, thuộc Đoàn Luật sư Thành phố Hồ Chí Minh, nguyên kiểm sát viên Viện kiểm sát nhân dân Thành phố Hồ Chí Minh[82] cho biết ông vừa gửi văn bản tới Chánh án Tòa án nhân dân tối cao và Viện trưởng Viện kiểm sát nhân dân tối cao để tố giác dấu hiệu vi phạm pháp luật trong bản án phúc thẩm vụ Hồ Duy Hải và đề nghị xem xét lại bản án phúc thẩm theo thủ tục giám đốc thẩm.[83]
- Ngày 24 tháng 12 năm 2014, đoàn giám sát của Ủy ban thường vụ Quốc hội Việt Nam khóa 13 do bà Phó Chủ nhiệm Ủy ban Tư pháp của Quốc hội Lê Thị Nga (Phó đoàn[110]) đã làm việc với gia đình Hồ Duy Hải về vụ án.[111] Trưởng đoàn giám sát tối cao của Quốc hội khóa 13 về tình hình oan, sai trong việc áp dụng luật về hình sự, tố tụng hình sự là Phó Chủ tịch Quốc hội Uông Chu Lưu. Đoàn giám sát tối cao đã báo cáo chi tiết vụ việc cho Quốc hội.[112]
- Ngày 30 tháng 12 năm 2014, gia đình Hồ Duy Hải bị cấm thăm nuôi Hồ Duy Hải tại trại giam Công an tỉnh Long An tại xã Mỹ Phú, huyện Thủ Thừa, tỉnh Long An, và chỉ cho phép gửi đồ.[113] Gia đình cho biết ngày 30 hàng tháng là ngày gia đình được phép thăm nuôi Hải.[114]

### Năm 2015
- Ngày 4 tháng 1 năm 2015, ngày cuối cùng trong lệnh tạm hoãn tử hình Hồ Duy Hải trước đó, Chủ tịch nước Trương Tấn Sang nghe các cơ quan tố tụng báo cáo sơ bộ về vụ án. Sau đó, Viện kiểm sát nhân dân tối cao có công văn đề nghị Tòa án nhân dân tối cao, Bộ Công an cử người tham gia tổ công tác liên ngành trung ương thẩm định lại toàn bộ vụ án Hồ Duy Hải, ngoài ra còn có sự tham gia của Ban Nội chính Trung ương.[115]
- Ngày 10 tháng 2 năm 2015, bà Lê Thị Nga, Phó Chủ nhiệm Ủy ban Tư pháp của Quốc hội Việt Nam khóa 13 ra kiến nghị dài 10 trang với nội dung không đủ cơ sở kết tội Hồ Duy Hải.[116][117]
- Ngày 11 tháng 2 năm 2015, bà Lê Thị Nga viết thư tay cho gia đình Hồ Duy Hải thông báo bà đã nghiên cứu hồ sơ và đã kiến nghị với Chính phủ Việt Nam về vụ án.[43]
- Ngày 4 tháng 3 năm 2015, bà Nguyễn Thị Loan (mẹ Hồ Duy Hải) ra Hà Nội khiếu nại việc ba tháng không được vào gặp Hải ở trại giam.[118]
- Sáng ngày 13 tháng 3 năm 2015, ông Hồ Văn Phước, giám thị Trại giam công an tỉnh Long An cho phép Hồ Thị Thu Thủy (em gái Hồ Duy Hải) gặp Hồ Duy Hải trong 30 phút sau hơn ba tháng gia đình Hải không được gặp mặt Hải.[118] Theo luật sư Nguyễn Văn Hậu, Phó Chủ tịch Hội Luật gia Thành phố Hồ Chí Minh thì việc cấm thăm gặp này là đúng luật vì vụ án đang được Trung ương xem xét điều tra.[118]
- Cũng trong sáng ngày 13 tháng 3 năm 2015, tại phiên họp của Ủy ban thường vụ Quốc hội Việt Nam khóa 13, Chánh án Tòa án nhân dân tối cao Trương Hòa Bình khi bị ông Đỗ Văn Đương (đại biểu Quốc hội Thành phố Hồ Chí Minh) chất vấn về vụ án Hồ Duy Hải đã cho rằng không có căn cứ kháng nghị vụ án Hồ Duy Hải.[117][119] Ông còn cho biết Hồ Duy Hải từng có đơn xin được thi hành án tử hình sớm.[119]
- Ngày 20 tháng 3 năm 2015, bà Lê Thị Nga, Phó Chủ nhiệm Ủy ban Tư pháp của Quốc hội Việt Nam khóa 13, Phó trưởng đoàn Giám sát của Ủy ban thường vụ Quốc hội khóa 13, đề nghị xem xét lại vụ án Hồ Duy Hải.[120] Bà là người trực tiếp nghiên cứu hồ sơ vụ án và cho rằng có đủ bốn căn cứ để kháng nghị, đó là: "1) Việc điều tra xét hỏi tại phiên tòa phiến diện hoặc không đầy đủ; 2) kết luận trong bản án hoặc quyết định không phù hợp với những tình tiết khách quan của vụ án; 3) có sự vi phạm nghiêm trọng trong thủ tục tố tụng trong điều tra, truy tố, xét xử; 4) có những sai lầm nghiêm trọng trong việc áp dụng Bộ luật Hình sự".[121]
- Ngày 10 tháng 4 năm 2015, ông Nguyễn Sơn, Phó Chánh án Tòa án nhân dân tối cao, trong phiên họp với Ủy ban thường vụ Quốc hội Việt Nam khóa 13 cho rằng Hồ Duy Hải không oan và chính Hồ Duy Hải đã giết hai người.[122]
- Ngày 20 tháng 5 năm 2015, đoàn giám sát tối cao của Quốc hội khóa 13 do Phó Chủ tịch Quốc hội Uông Chu Lưu làm trưởng đoàn đã có báo cáo số 870, trong đó nhận định rằng việc giải quyết vụ án này có nhiều thiếu sót, vi phạm về khám nghiệm hiện trường, vật chứng, việc sử dụng thời gian của Hồ Duy Hải không chính xác, biên bản hỏi cung bị tẩy xóa không có xác nhận của người khai, động cơ mục đích giết người không phù hợp diễn biến vụ án gây nghi ngờ về tính khách quan của quá trình điều tra và xét xử.[123]

### Năm 2016-2017
- Ngày 2 tháng 4 năm 2016, tại kỳ họp thứ 11 của Quốc hội Việt Nam khóa 13, ông Trần Đại Quang được bầu làm tân Chủ tịch nước.[124]
- Sáng ngày 8 tháng 4 năm 2016, ông Lê Minh Trí, Phó trưởng ban Nội chính Trung ương được Quốc hội Việt Nam khóa 13 bầu làm tân Viện trưởng Viện kiểm sát nhân dân tối cao nhiệm kì 2011-2016 thay ông Nguyễn Hòa Bình.[125] Lúc này ông không phải là đại biểu Quốc hội Việt Nam khóa XIII và cũng không làm việc trong ngành kiểm sát.
- Ngày 5 tháng 10 năm 2016, Trưởng ban Dân nguyện Quốc hội khoá 14 Nguyễn Thanh Hải trong báo cáo kết quả giám sát việc giải quyết kiến nghị của cử tri gửi đến kỳ họp thứ 11, Quốc hội khóa 13 cho rằng "những vi phạm, thiếu sót không làm thay đổi bản chất vụ án. Vì vậy, việc Tòa án các cấp kết án Hồ Duy Hải là có căn cứ pháp luật”.[126]
- Ngày 6 tháng 7 năm 2017, Viện kiểm sát nhân dân tối cao có Thông báo số 151/TB-VKSTC yêu cầu Viện kiểm sát nhân dân cấp cao tại Thành phố Hồ Chí Minh, Cơ quan điều tra (Cục 1) thuộc Viện kiểm sát nhân dân tối cao, và Vụ Thực hành quyền công tố và Kiểm sát điều tra án xâm phạm hoạt động tư pháp, tham nhũng, chức vụ xảy ra trong hoạt động tư pháp (Vụ 6) thuộc Viện kiểm sát nhân dân tối cao kiểm tra, báo cáo những điểm mâu thuẫn trong vụ án Hồ Duy Hải.[94][127]
- Ngày 7 tháng 12 năm 2017, Viện trưởng Viện kiểm sát nhân dân tỉnh Long An Đinh Văn Sang kiến nghị thi hành án tử hình đối với Hồ Duy Hải.[128]

### Năm 2018
- Tháng 2 năm 2018, Ủy ban Tư pháp của Quốc hội Việt Nam khóa 14 kiến nghị xem xét kháng nghị giám đốc thẩm vụ án.[3]
- Ngày 14 tháng 3 năm 2018, Tổ chức Ân xá Quốc tế (Amnesty International) kêu gọi Việt Nam hủy bỏ án tử hình cho Hồ Duy Hải.[128]
- Tháng 5 năm 2018, một bản kiến nghị với 25.000 chữ kí được gửi tới Chủ tịch nước Trần Đại Quang kêu oan cho Hồ Duy Hải.[46]
- Ngày 5 tháng 6 năm 2018, Văn phòng thường trực Ban chỉ đạo về nhân quyền của Chính phủ Việt Nam ra công văn đề nghị Viện kiểm sát nhân dân tối cao cung cấp thông tin để trả lời kháng thư của Liên Hợp Quốc về tử tù Hồ Duy Hải.[71]
- Ngày 23 tháng 7 năm 2018, Văn phòng Chủ tịch nước (Trần Đại Quang) có văn bản yêu cầu Chánh án Tòa án nhân dân tối cao Nguyễn Hòa Bình và Viện trưởng Viện kiểm sát nhân dân tối cao Lê Minh Trí trả lời bằng văn bản quan điểm và cách giải quyết dứt điểm vụ án Hồ Duy Hải.[71]
- Ngày 21 tháng 9 năm 2018, Chủ tịch nước Trần Đại Quang đột ngột qua đời do bệnh nặng.
- Sáng ngày 23 tháng 10 năm 2018, Quốc hội Việt Nam khóa 14 đã bầu ông Nguyễn Phú Trọng làm tân Chủ tịch nước sau khi ông Trần Đại Quang qua đời đột ngột.[129]

### Năm 2019
- Ngày 16 tháng 4 năm 2019, Viện trưởng VKSND Tối cao đã có báo cáo xin ý kiến của Chủ tịch nước Nguyễn Phú Trọng tiếp tục tạm dừng thi hành án tử hình đối với Hải. Đồng thời, viện đề nghị Văn phòng Chủ tịch nước tham mưu cho Chủ tịch nước giải quyết Quyết định số 639 của Chủ tịch nước (trước đó) về việc bác đơn xin ân giảm tử hình để đảm bảo hiệu lực pháp luật khi viện trưởng VKSND Tối cao ban hành kháng nghị.[130]
- Ngày 24 tháng 7 năm 2019, Văn phòng Chủ tịch nước có công văn số 688 thông báo ý kiến của Chủ tịch nước Nguyễn Phú Trọng đề nghị Viện trưởng Viện kiểm sát nhân dân tối cao Lê Minh Trí xem xét, quyết định theo thẩm quyền, bảo đảm đúng pháp luật vụ án Hồ Duy Hải.[3][131]
- Ngày 25 tháng 10 năm 2019, Tổng thư ký Ân xá Quốc tế Na Uy John Peder Egenaes gửi thư đến Chủ tịch nước Nguyễn Phú Trọng đính kèm theo chữ ký của 25.543 người Na Uy tham gia kêu gọi hủy án tử hình cho Hồ Duy Hải.[132]
- Ngày 14 tháng 11 năm 2019, bà Nguyễn Thị Loan gặp Hồ Duy Hải tại trại giam trong khoảng 20 đến 30 phút. Đây là lần gặp gần nhất.[42]
- Ngày 22 tháng 11 năm 2019, Viện trưởng Viện kiểm sát nhân dân tối cao Lê Minh Trí có kháng nghị giám đốc thẩm (Quyết định số 15/QĐ-VKSTC-V7),[131] đề nghị Hội đồng thẩm phán Tòa án nhân dân tối cao xét xử theo thủ tục giám đốc thẩm, hủy toàn bộ bản án sơ thẩm năm 2008 của Tòa án nhân dân tỉnh Long An và bản án phúc thẩm năm 2009 của Tòa phúc thẩm Tòa án nhân dân tối cao tại Tp Hồ Chí Minh liên quan đến kỳ án tử tù Hồ Duy Hải. (Đến ngày 30 tháng 11 năm 2019 báo chí mới loan báo về quyết định này).[18]
- Chiều ngày 2 tháng 12 năm 2019, bà Nguyễn Thị Loan, mẹ Hồ Duy Hải, đã nộp đơn xin bảo lãnh tại ngoại cho Hồ Duy Hải đến Trại tạm giam Công an tỉnh Long An.[133]
- Sáng ngày 12 tháng 12 năm 2019, bà Nguyễn Thị Loan vào Trại tạm giam Công an tỉnh Long An để thăm con Hồ Duy Hải theo định kì thì được con bà cho biết rằng không hề nhận được hay biết gì về quyết định kháng nghị ngày 22 tháng 11 năm 2019 của Viện trưởng Viện kiểm sát nhân dân tối cao. Cán bộ quản giáo Hồ Duy Hải cũng không biết về quyết định kháng nghị này dù quyết định gửi tới đích danh Hồ Duy Hải.[134][135] Nhưng theo Đại tá Lê Hồng Nam, Giám đốc Công an tỉnh Long An, trả lời báo Thanh niên thì 8 giờ ngày 28 tháng 11 năm 2019, Viện kiểm sát nhân dân tối cao đã đến Long An tống đạt kháng nghị của Viện kiểm sát nhân dân tối cao cho Hồ Duy Hải.[136]
- Khoảng 17 giờ ngày 15 tháng 12 năm 2019, Đại tá Lê Hồng Nam (Giám đốc Công an tỉnh Long An), Đại tá Nguyễn Văn Hòa (Phó Giám đốc Công an tỉnh Long An), Thượng tá Nguyễn Tân Hạnh (Chánh văn phòng Cơ quan Cảnh sát Điều tra) cùng nhiều điều tra viên đã mở cửa Bưu điện Cầu Voi thăm và xem xét hiện trường vụ án mạng 11 năm trước.[137]

### Năm 2020
- Từ ngày 6 tháng 5 đến ngày 8 tháng 5 năm 2020 Hội đồng thẩm phán Tòa án nhân dân tối cao xét xử giám đốc thẩm vụ án. Chánh án Tòa án nhân dân tối cao Nguyễn Hòa Bình làm Chủ tịch hội đồng. Luật sư Trần Hồng Phong được mời tham gia phiên tòa giám đốc thẩm. Việc một luật sư được mời tham gia phiên tòa giám đốc thẩm của Hội đồng Thẩm phán Tòa án nhân dân tối cao là chưa từng có tiền lệ.[138] Tuy nhiên, sáng ngày 6 tháng 5 năm 2020, sau 20 phút trình bày, ông đã bị chủ tọa phiên tòa mời ra ngoài với lý do "phần sau Tòa xử nội bộ, không cần luật sư tham gia". Sau khi bị Liên đoàn luật sư Việt Nam và cộng đồng mạng phản đối, chiều tối ngày hôm sau ông đã được mời tham dự phiên tòa trở lại, từ 8h sáng ngày 8 tháng 5 năm 2020.[139] Chiều ngày 8 tháng 5 năm 2020, sau 3 ngày làm việc, Hội đồng Thẩm phán Tòa án nhân dân tối cao, bằng việc bỏ phiếu công khai, đã ra Quyết định số 05/2020/HS-GĐT không chấp nhận Quyết định kháng nghị giám đốc thẩm số 15/QĐ-VKSTC-V7 ngày 22/11/2019 của Viện trưởng Viện kiểm sát nhân dân tối cao".[1][86]
- Ngày 10 tháng 5 năm 2020, bà Nguyễn Thị Loan (mẹ của Hồ Duy Hải) đã có đơn gửi đến bà Lê Thị Nga, Chủ nhiệm Ủy ban Tư pháp của Quốc hội. Trong đơn, bà Loan viết không thể quên được thời điểm cách đây 5 năm [tức đầu năm 2015] khi đoàn giám sát của Quốc hội do bà Nga làm trưởng đoàn đã gặp gia đình bà. Báo cáo kết quả nghiên cứu vụ án gửi Quốc hội [năm 2015] đã kết luận: "Việc tòa án hai cấp kết tội Hồ Duy Hải là chưa đủ cơ sở vững chắc, có đầy đủ căn cứ để giám đốc thẩm". Bà Loan "một lần nữa khẩn thiết đề nghị" bà Lê Thị Nga có kiến nghị đến các cấp có thẩm quyền và báo cáo với Ủy ban Thường vụ Quốc hội để xem xét lại quyết định của Hội đồng thẩm phán Tòa án nhân dân tối cao.[140]
- Ngày 13 tháng 5 năm 2020, hai đại biểu Quốc hội là Lê Thanh Vân và Lưu Bình Nhưỡng lần lượt gửi kiến nghị lên Chủ tịch Quốc hội Việt Nam Nguyễn Thị Kim Ngân và Tổng Bí thư, Chủ tịch nước Nguyễn Phú Trọng đề nghị xem xét lại vụ án Hồ Duy Hải do có dấu hiệu trái pháp luật.[141][142] Cũng trong buổi chiều này, luật sư Trần Hồng Phong và gia đình Hồ Duy Hải đã cung cấp cho báo chí bằng chứng ngoại phạm mới của vụ án, cho biết Hồ Duy Hải thuận tay phải trong khi hồ sơ vụ án thể hiện hung thủ thuận tay trái.[143]
- Ngày 18 tháng 5 năm 2020, trong buổi tiếp xúc cử tri trước kì họp Quốc hội tại Quận 5, Tp Hồ Chí Minh, ông Lê Minh Trí, Viện trưởng Viện kiểm sát nhân dân tối cao, khẳng định quyết định kháng nghị giám đốc thẩm của ông là đúng luật, đúng thẩm quyền.[144]
- Chiều 18 tháng 5 năm 2020, Tổng thư ký Quốc hội Nguyễn Hạnh Phúc, trong buổi họp báo chuẩn bị cho kì họp Quốc hội, có nói: "Dư luận trong nước và quốc tế cũng rất quan tâm. Hiện nay, Ủy ban Thường vụ Quốc hội đang giao các cơ quan chuyên môn nghiên cứu, xử lý theo đúng quy định pháp luật".[145]
- Ngày 27 tháng 5 năm 2020, luật sư Trần Hồng Phong gửi đơn cho Công an tỉnh Long An đề nghị giải thích một số nội dung mà luật sư vừa phát hiện trong vụ án như về các bút lục số 139, 140, 141, 142, là lời khai của nhân chứng Đinh Văn Còi (công an tỉnh Long An lúc xảy ra vụ án) và nhân chứng Lê Thanh Trí.[146]
- Sáng ngày 15 tháng 6 năm 2020, Chánh án Tòa án nhân dân tối cao Nguyễn Hòa Bình khẳng định lại một lần nữa ở nghị trường Quốc hội rằng Hồ Duy Hải không oan.[147][148]
- Sau đó cũng trong ngày 15 tháng 6 năm 2020, Thiếu tướng Tô Ân Xô, Chánh Văn phòng kiêm người phát ngôn của Bộ Công an cho báo chí biết rằng sau khi Viện kiểm sát nhân dân tối cao ra kháng nghị giám đốc thẩm vụ án vào ngày 22 tháng 11 năm 2019, Bộ Công an đã thành lập Tổ thẩm định độc lập để thẩm định vụ án. Tổ này đã ra báo cáo cho rằng lời khai nhận tội của Hồ Duy Hải phù hợp hiện trường vụ án và hành vi của Hồ Duy Hải đủ cấu thành tội "Giết người" và tội "Cướp tài sản".[148]
- Sáng ngày 16 tháng 6 năm 2020, Ủy ban Tư pháp của Quốc hội khóa 14 họp phiên toàn thể để đánh giá vụ án và bản án giám đốc thẩm. Phiên họp này diễn ra do có kiến nghị của gia đình Hồ Duy Hải và của ba đại biểu Quốc hội Lưu Bình Nhưỡng, Lê Thanh Vân, Trương Trọng Nghĩa và Đoàn đại biểu Quốc hội thành phố Đà Nẵng.[149][150] Báo Tuổi trẻ cho biết đa số thành viên Ủy ban Tư pháp của Quốc hội kiến nghị Ủy ban thường vụ Quốc hội xem xét lại bản án giám đốc thẩm.[151]

## Ý kiến
| “                                                                                              | Cái chết của hai cô gái quá thương tâm. Bằng mọi giá chúng ta phải tìm cho ra hung thủ. | ” |
| — Thượng tá Phạm Văn Tiến, Trưởng phòng CSĐTTP về TTXH Công an tỉnh Long An, Phó ban chuyên án |                                                                                         |   |

- Luật sư Nguyễn Văn Đạt, luật sư bào chữa cho Hồ Duy Hải, phát biểu sau quyết định tạm dừng thi hành án tử hình Hồ Duy Hải vào tháng 12 năm 2014: "Tôi không nói Hải bị oan, nhưng tôi thấy hồ sơ còn quá nhiều vấn đề chưa được làm rõ".[11]
- Luật sư Trần Hồng Phong (người trợ giúp pháp lý cho Hồ Duy Hải) trả lời phỏng vấn của báo điện tử Một Thế giới vào ngày 9 tháng 12 năm 2019: "Tôi là người đã nghiên cứu rất sâu về hồ sơ này, nên tôi có cơ sở để tin rằng hung thủ thật sự không phải là Hồ Duy Hải, ít nhất là theo kết quả điều tra đến thời điểm hiện nay".[153]
- Bà Trần Thị Nhanh, nguyên Phó Viện trưởng Viện kiểm sát nhân dân tỉnh Long An, người trực tiếp tham gia quá trình điều tra và kí cáo trạng truy tố bị can Hồ Duy Hải đã phát biểu với báo Tuổi trẻ vào tháng 12 năm 2014 sau quyết định tạm dừng thi hành án tử hình Hồ Duy Hải như sau: "Bằng niềm tin nội tâm và những chứng cứ thu thập được, tôi tin Hồ Duy Hải là thủ phạm. Cá nhân Hải cũng không nói mình bị oan".[11]
- Phát biểu tại phiên thảo luận ngày 20/3/2015 của Đoàn Giám sát của Ủy ban thường vụ Quốc hội khóa 13 về án oan sai, ông Nguyễn Văn Hiến - Ủy viên Ủy ban Tư pháp của Quốc hội - đã phát biểu rằng: "Các bản án kết tội chỉ căn cứ vào lời khai của Hải. Nghiên cứu cả quá trình qua các lần khai của Hải tôi thấy rất nghi ngờ. Những cái đáng nhẽ không nhớ thì lại nhớ rất chi tiết, những cái cần nhớ thì mãi sau này mới thấy có hướng lái cho phù hợp với biên bản hiện trường".[39]
- Ông Phạm Xuân Thường, Đại biểu Quốc hội Việt Nam khóa 13 tỉnh Thái Bình phát biểu vào ngày 20 tháng 3 năm 2015 trước Ủy ban thường vụ Quốc hội: "Dù với niềm tin nội tâm của tôi Hải là thủ phạm. Tuy nhiên, từ hàng loạt sai sót trong quá trình điều tra, chúng ta như cầm gậy đập vào chân mình. Vì gian dối, đưa các chứng cứ giả mới dẫn đến vụ án phức tạp. Đây là tính mạng con người nên tôi kiến nghị rà soát, xem xét lại thật kỹ và có 1 buổi họp riêng về vụ án này".[154]
- Ông Vũ Xuân Trường, Đại biểu Quốc hội Việt Nam khóa 13 tỉnh Nam Định vào ngày 20 tháng 3 năm 2015 trước Ủy ban thường vụ Quốc hội cho rằng Hồ Duy Hải không oan do hầu hết lời khai của Hải từ đầu đến cuối đều nhận tội và rất cặn kẽ. Tuy nhiên, chứng cứ điều tra lại không vững chắc, quá nhiều thiếu sót nên không đủ để buộc tội.[154]
- Bà Lê Thị Nga, đương nhiệm Chủ nhiệm Ủy ban Tư pháp của Quốc hội: "Vụ án Hồ Duy Hải có nhiều vi phạm nghiêm trọng thủ tục tố tụng trong quá trình điều tra vụ án: Vi phạm về khám nghiệm hiện trường; Vi phạm về thu thập, đánh giá chứng cứ; Vi phạm trong trưng cầu giám định. Viện, tòa đều chỉ lựa chọn sử dụng những chứng cứ có lợi trong việc buộc tội, thay vì những chứng cứ có lợi cho việc gỡ tội. Tòa không làm rõ được những mâu thuẫn trong vụ án. Chứng cứ ngoại phạm của Hải chưa được xem xét, đánh giá kỹ. Và đặc biệt: Kết luận trong bản án sai với kết luận giám định, dựa trên sự "suy diễn chết người" của kết luận điều tra và cáo trạng".[155]
- Ông Nguyễn Sơn, Phó Chánh án Tòa án nhân dân tối cao, trong phiên họp với Ủy ban thường vụ Quốc hội Việt Nam khóa 13 vào ngày 10 tháng 4 năm 2015 phát biểu rằng: "Về cơ bản hôm vừa rồi tại cuộc họp về báo cáo giám sát do Ủy ban Tư pháp tổ chức, chúng tôi đã nghe và thống nhất với nhau tinh thần chung đối với Hồ Duy Hải là không oan". Ông còn cho rằng Hồ Duy Hải đã giết hai người.[122]
- Ông Nguyễn Hòa Bình, Chánh án Tòa án nhân dân tối cao, chủ tọa phiên tòa giám đốc thẩm vụ án Hồ Duy Hải, phát biểu trong phiên xử: "nếu tách ra từng lời khai, tình tiết, chứng cứ độc lập không nói lên điều gì, nhưng tổng hợp lại sẽ có vấn đề. Tại sao lại có nhiều chi tiết trùng hợp như vậy đối với lời khai của Hải? Nên không thể lấy từng việc chẻ ra để phủ định từng cái".[156]
- Ông Bùi Ngọc Hòa, Thẩm phán, Phó Chánh án Thường trực Tòa án nhân dân tối cao, Thành viên Hội đồng Thẩm phán Tòa án nhân dân tối cao, thành viên tham gia hội đồng xét xử giám đốc thẩm vụ án Hồ Duy Hải (6 - 8/5/2020) phát biểu ngày 12 tháng 5 năm 2020: "Hội đồng xét xử thấy rằng kết luận điều tra là thuyết phục, kết quả xét xử cũng thuyết phục".[157]
- Ông Nguyễn Trí Tuệ, Thẩm phán, Phó Chánh án Tòa án nhân dân tối cao, Thành viên Hội đồng Thẩm phán Tòa án nhân dân tối cao, thành viên tham gia hội đồng xét xử giám đốc thẩm vụ án Hồ Duy Hải, phát biểu trong buổi giao ban báo chí vào ngày 12 tháng 5 năm 2020: "Các cơ quan tố tụng có sai sót, chúng tôi đều nhìn thấy. Ví dụ như không kịp thời thu hồi cái thớt, con dao làm vật chứng là có sai phạm. Tuy nhiên, khi xem xét, đối chiếu với những lời khai, chứng cứ khác để củng cố thì Hội đồng thẩm phán thấy rằng bản chất của vấn đề ở đây là hành vi phạm tội Giết người, cướp của Hồ Duy Hải là không thay đổi. Vì vậy, có sai lầm nhưng sai lầm này không làm thay đổi bản chất của vụ án".[158]
- Luật sư Trương Trọng Nghĩa, Phó Chủ tịch Liên đoàn Luật sư Việt Nam, Đại biểu Quốc hội Việt Nam khóa 14 Tp HCM trả lời báo Pháp luật Thành phố Hồ Chí Minh ngày 12 tháng 5 năm 2020: "Trong vụ Hồ Duy Hải, các cơ quan tiến hành tố tụng đã có nhiều sai sót trong quá trình điều tra, truy tố, xét xử. Từ đó đã kết án tử hình Hải với những chứng cứ gián tiếp, mà những chứng cứ ấy lại sai, thiếu và yếu (như ý kiến của Ủy ban Tư pháp và của VKSND Tối cao). Do đó, cần tiến hành điều tra lại theo luật định".[159]
- Đại biểu Quốc hội Lê Thanh Vân (Tiến sĩ Luật) nhận định: "Tôi cho rằng quyết định của Hội đồng Thẩm phán Tòa án nhân dân tối cao trong phiên giám đốc thẩm giải quyết không thỏa đáng các căn cứ Viện kiểm sát nhân dân tối cao đưa ra trong kháng nghị [...] Điều này tạo tiền lệ không tốt cho trình tự tố tụng với những vụ án sau này. Không tốt về mặt tiền lệ vì người ta cho rằng sai phạm trong tố tụng không ảnh hưởng đến bản chất vụ án, từ đó có thể chủ quan, xem thường quy trình tố tụng".[160] Ngoài ra, ông cũng cho rằng việc 17/17 thành viên biểu quyết "không thay đổi bản chất vụ án" là chủ quan vì "căn cứ vào lời khai mà lời khai đó không phù hợp với logic của hiện trường, logic của những diễn biến vụ án, chẳng hạn như thời gian phạm tội, các công cụ gây án... nó mâu thuẫn như thế mà vẫn nói vì Hồ Duy Hải đã nhận tội là thiếu thuyết phục".[161]
- Đại tá Công an nhân dân Nguyễn Minh Tâm, nguyên Giám đốc Trung tâm Thông tin Khoa học và Tư liệu giáo khoa, Học viện chính trị Công an nhân dân, người nghiên cứu hồ sơ vụ án Hồ Duy Hải từ những ngày đầu, trong bài trả lời phỏng vấn tạp chí điện tử Công lý (cơ quan ngôn luận của Tòa án nhân dân tối cao) vào ngày 12 tháng 5 năm 2020 sau bản án giám đốc thẩm rằng bản án giám đốc thẩm được đông đảo người dân đồng tình, tuy nhiên vụ án này đã bị các thế lực thù địch với nhà nước Việt Nam lợi dụng làm nhiễu thông tin, đưa thông tin bẩn để lôi kéo người dân ít hiểu biết pháp luật, và gây sức ép lên nhà nước Việt Nam. Ông đề nghị các cơ quan tố tụng Trung ương nên báo cáo với Tổng bí thư, Chủ tịch nước Nguyễn Phú Trọng về vụ án và về vấn đề truyền thông bẩn.[162]
- Luật sư Đặng Đình Mạnh (luật sư Thành phố Hồ Chí Minh, người từng bào chữa cho nhiều người bất đồng chính kiến với nhà nước Việt Nam) nhận định: "Điều quan trọng khi xem xét lại một vụ án là tìm xem có vi phạm tố tụng hay không, chứ không phải là vi phạm nặng hay vi phạm nhẹ. Có thể tòa án đã đạt được bản án như ý họ mong muốn, nhưng tôi cho rằng sự mất mát trong dân, trong suy nghĩ của công chúng thì lớn lắm, không thể đong đếm được. Đó là sự mất lòng tin vào luật pháp".[163]
- Có một số ý kiến trên truyền thông như của luật sư Nguyễn Văn Đài trên BBC hay báo Tiếng dân cho rằng cần thực hiện tam quyền phân lập để tránh oan sai trong các vụ án như vụ án Hồ Duy Hải.[164][165][166]